# Репресії проти Євромайдану
Репресії та перешкоджання протестам Євромайдану проявлялись в різних формах, а саме: кілька випадків використання сили для розгону протестів, надмірне і незаконне використання сили і спецзасобів, тиск на активістів, намагання ввести цензуру в ЗМІ та інше.
Зокрема, під час масових акцій Євромайдану, починаючи з 30 листопада 2013 і по 22 лютого 2014 у восьми регіонах країни були затримані 330 громадян, з них 175 осіб були взяті під варту,

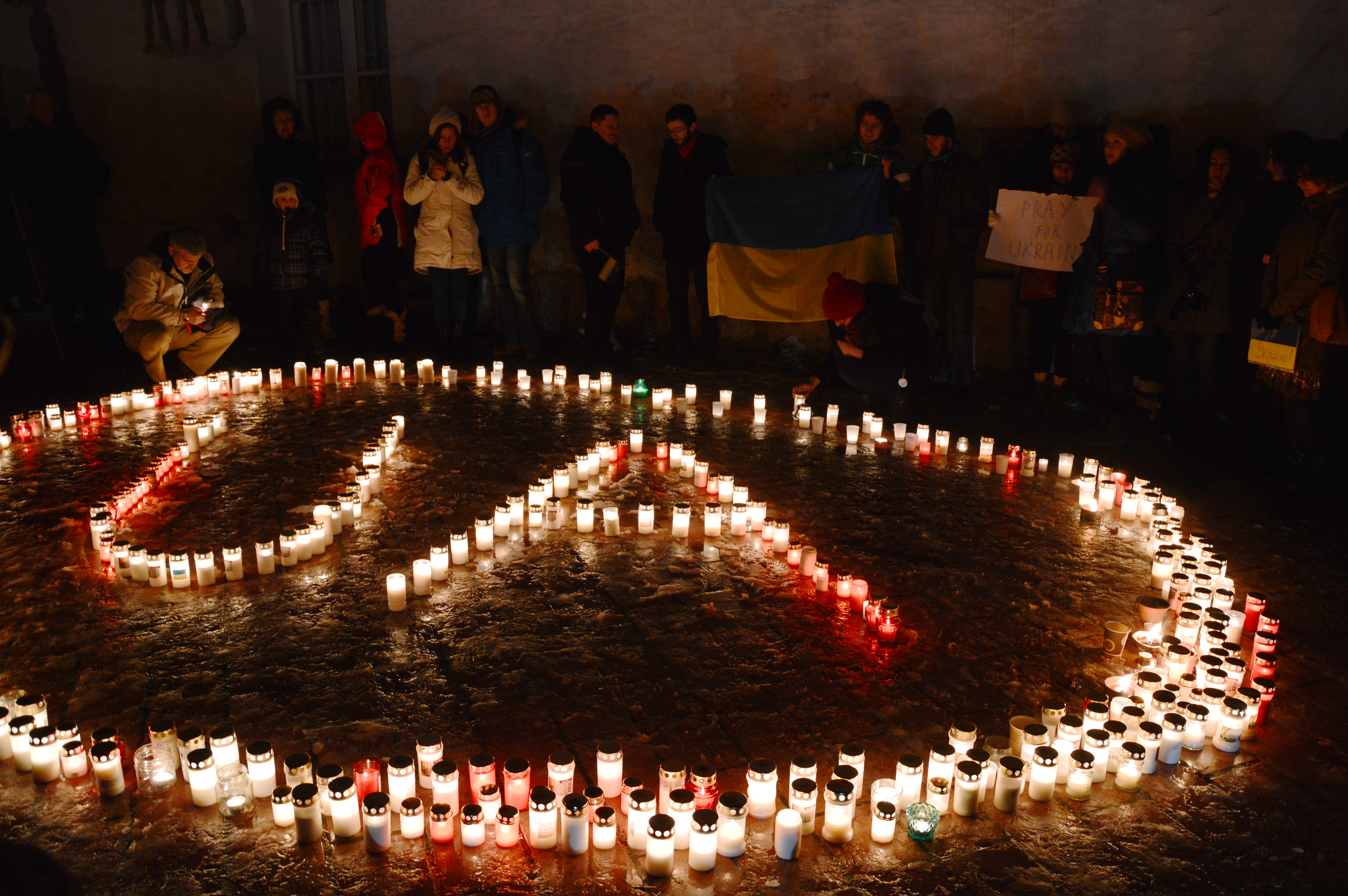
Поминання загиблих у Тарту (Естонія)

## Застосування сили для розгону акцій
22 листопада
- Міліція попри фізичний опір мітингувальників зруйнувала 4 намети, встановлені учасниками акції Євромайдану на пл. Леніна в Миколаєві.[2][3]

### 30 листопада: силовий розгін
У ніч проти 30 листопада за особистим наказом начальника київської міліції генерал-лейтенанта Валерія Коряка українська влада силами «Беркуту» влаштувала силовий розгін Євромайдану в Києві. За іншими даними, розганяв Євромайдан кримський, луганський та донецький «Беркут», скерований за посередництвом російською владою. Внаслідок розгону було травмовано десятки протестувальників. Частина людей, що втекла від Беркуту, заховалась у Михайлівському золотоверхому монастирі на Михайлівській площі. Вдень на Михайлівській площі зібрався стихійний мітинг.

### 1 грудня: події біля Адміністрації Президента
Десятки людей постраждали в результаті розгону мітингувальників під стінами будівлі Адміністрації Президента, в тому числі кілька десятків журналістів. У людей черепно-мозкові травми, переломи, гематоми, багато хто із постраждалих довгий час був у непритомному стані без надання медичної допомоги. Є свідчення про катування людей міліцією.

### 10 грудня
Влада вимкнула світло у будівлі Київської міськадміністрації. Люди вийшли на вулицю. На 1:00 штурму КМДА Беркутом ще не було.
На розі вулиці Грушевського і Кріпосного провулку близько 1 години ночі міліція знову грубо застосувала силу щоб зачистити барикади. За словами депутата ВР Андрія Шевченко:
|  | Міліція зачищала жорстко, били людей, це все знімали камери. У хід йшли дубинки та черевики, але міліція швидше штовхалася. Міліції було в кілька разів більше, ніж людей, тому їм вистачало сили. Постраждалих у нас немає. |

Станом на 2:25 Беркут та тітушки зачищають барикаду на вулиці Богомольця. Там зібралося близько 200 представників міліції та внутрішніх військ. Тітушки розтягують намети. Представники партії УДАР, що відповідали за цю барикаду, через нерівні сили особливого спротиву міліції не чинили. Люди очікують, що міліція буде нападати на Майдан. ВО Собода повідомляє, що міліцією на Лютеранській керують регіонали Тедеєв та Мирний. О 3:25 Беркут почав штурм барикади на вулиці Лютеранській, після чого тітушки почали розбирати захоплену барикаду.
Люди зазначають, що Віктор Янукович спеціально розпочав зачистку Євромайдану до приїзду європейської гості Кетрін Ештон.
Після взяття барикад міліція прикривала тітушок, які взялися нищити і викрадати речі людей, що були на майдані.

### 11 грудня
Беркут розпочав зачищати Євромайдан. О 1:02 Беркут почав ламати барикади на Інститутській вулиці, о 1:33 Андрій Шевченко повідомив, що сили Беркуту збираються прорвати барикаду зі сторони Михайлівської. На Майдані йдуть жорстокі бої. Беркут знищує барикаду на вулиці Інститутській, а тітушки почали грабувати наметове містечко. Попри те, що влада сконцентрувала навколо Майдану велику кількість силовиків, протестувальники не здаються, їх кількість зростає. Беркут розпилює газ, над натовпом видно хмарки сльозогінного газу, повідомляється про заарештованих та травмованих, у тому числі й серед народних депутатів. Розповсюджуються заклики до масової мобілізації киян на Майдан
Беркут призупинив наступ й протестанти віддають Беркуту відібрані у них щити. Беркут почав перегруповуватися. Неозброєні люди вже три години тримають оборону Євромайдану проти великої маси Беркуту з боку вулиці Інститутської. Людей на Євромайдані більшає, але керівники Беркуту також намагаються передислокувати сили, щоб вдарити з іншого боку. З вулиці Прорізної вискочили кілька тітушок і почали були нападати на людей з метою організувати мішанину. На Майдані вже понад 15 тисяч людей. Беркут намагається таки прорватися до будинку профспілок. Людей на Майдані прибуває. Беркут підтягується на Майдан і намагається його оточити.
Під час беркутівської навали дзвони Михайлівського золотоверхого дзвонили тривогу. Після 8 годин штурму Євромайдан стоїть і живе.

## Масові арешти учасників протестних акцій
24 листопада
- На організаторів Євромайдану у Рівному відкрито кримінальне провадження за статтею «хуліганство», за кульки, які полетіли в небо із портретом Януковича.[25]
- За словами Василя Гацька голови партії в команді «Демократичного Альянсу» в ніч з 24 на 25 листопада в Одесі під час зносу наметового містечка «євромайдану» міліція побила та затримала лідера одеського Євромайдану, керівника громадської організації «Демократичний альянс» — Олексія Чорного. Окрім Олексія затримали ще двох активістів.[26][27]
- Під час бійки під Кабінетом Міністрів затримано 2 членів ВО «Свобода»[28] Віталія Благодарного та Олега Маляша. 27 листопада 2013 року Печерський районний суд Києва ув'язнив їх терміном на 60 діб[29].

2 грудня
У Києві ввечері міліція затримала активістів ГР «Відсіч», які поширювали листівки із закликом виходити на Майдан у гуртожитках НПУ ім. Драгоманова по вулиці Космічній. Міліціонери побили студентів та застосували проти них сльозогінний газ, внаслідок чого молоді люди отримали опіки.
3 грудня
У вівторок у Шевченківському райсуді м. Києва відбувся суд над людьми, які начебто брали участь у нападі на Беркут під адміністрацією президента. Обвинувачення з боку прокуратури ґрунтувалося на показах працівників правоохоронних органів, які постраждали під час сутичок. Прізвища свідків не розголошуються, у суді їх не було. Ні прокуратура, ні міліція не оприлюднювала списку осіб, яких збиралася судити. Журналіст Дмитро Гнап оприлюднив наявний у нього перелік: Остащенко Олександр, Притуленко Є.С, Превір Єгор, Гарагуц В. В., Черепко Г. А., Можненко С. Н. та Загоровка Владислав. Депутати від опозиції намагалися взяти цих хлопців на поруки, однак безуспішно. Суд заарештував на 60 днів 9 осіб за підозрою в організації масових заворушень 1 грудня.
5 грудня
За повідомленнями ЗМІ, затримано і арештовано було кілька осіб, які були звинувачені в організації масових заворушень на вулиці Банковій 1 грудня
. Серед затриманих — журналіст, якого згідно з заявою адвоката затримали його у зв'язку з виконанням ним своїх журналістських обов'язків і після затримання до нього застосовували тортури.
5 грудня міністр МВС Віталій Захарченко повідомив, що була затримана особа, яка передала ключі від грейдера іншій людині, яка керувала ним під час штурму. В той же час дії Корчинського, якого опозиція називала основним організатором цих подій станом на 5 грудня прокуратурою не розслідуються (за словами заступника Генерального прокурора Ударцова). В той же день, 5 грудня в ЗМІ з'явилась інформація про те, що Корчинському через 4 дні таки пред'явили підозру і оголосили у розшук. На вечірньому брифінгу В. Захарченко заявив, що бійку з «Беркутом» затіяли бойовики «ультраправих, ксенофобських організацій» — Братства, Свободи, футбольних угрупувань «ультрас».
5 грудня УБОЗ затримало двох чоловік, один із них журналіст «Дорожнього контролю» Андрій Дзиндзя. Затримання пов'язують з розслідуванням подій, що відбулися 1 грудня на вулиці Банковій поблизу адміністрації президента. В міліції підозрюють, що це Дзиндзя викрав трактор, повідомив другий затриманий активіст «Дорожнього контролю» Сергій Хаджинов. Хоча з опублікованого відео видно, що А.Дзиндзя (одягнений в чорну розкриту куртку та зелений светр) не перебував у кабіні трактора, а лише піднімався на східці транспортного засобу на вул. Інститутській, щоб поставити запитання водію, а коли трактор заїхав на вул. Банкову, то від самого початку А. Дзиндзя пішки йде з відеокамерою праворуч трактора, знімаючи події як журналіст. У ЗМІ з'явилися повідомлення адвоката журналіста Андрія Дзиндзя, що при затриманні він був жорстоко побитий і міліція перевезла його в несвідомому стані до київської лікарні швидкої медичної допомоги. Очевидці затримання стверджують, що на журналіста Дзиндзю під час затримання просто побили, накинули мішок на голову і повезли. Редакція «Дорожнього контролю» в той же день висловила серйозні побоювання, що в ізоляторі його можуть до ранку вбити, про це за словами редакції повідомили джерела в правоохоронних органах. Затримання журналіста ЗМІ пов'язують з тим, що журналіст брав активну участь у підготовці сюжетів про протестні акції. Про сильне побиття при затриманні повідомила і дружина іншого затриманого, якого відпустили після допиту. Після затримання журналіста, пікетувальники кілька годин тримали в облозі УБОЗ. Народні депутати намагались побачити затриманого, щоб побачити його стан, але їм відмовили і вони викликали міліцію, аби зафіксувати порушення. На місце прибула слідчо-оперативна група, але політиків так і не пропустили в середину.
6 грудня

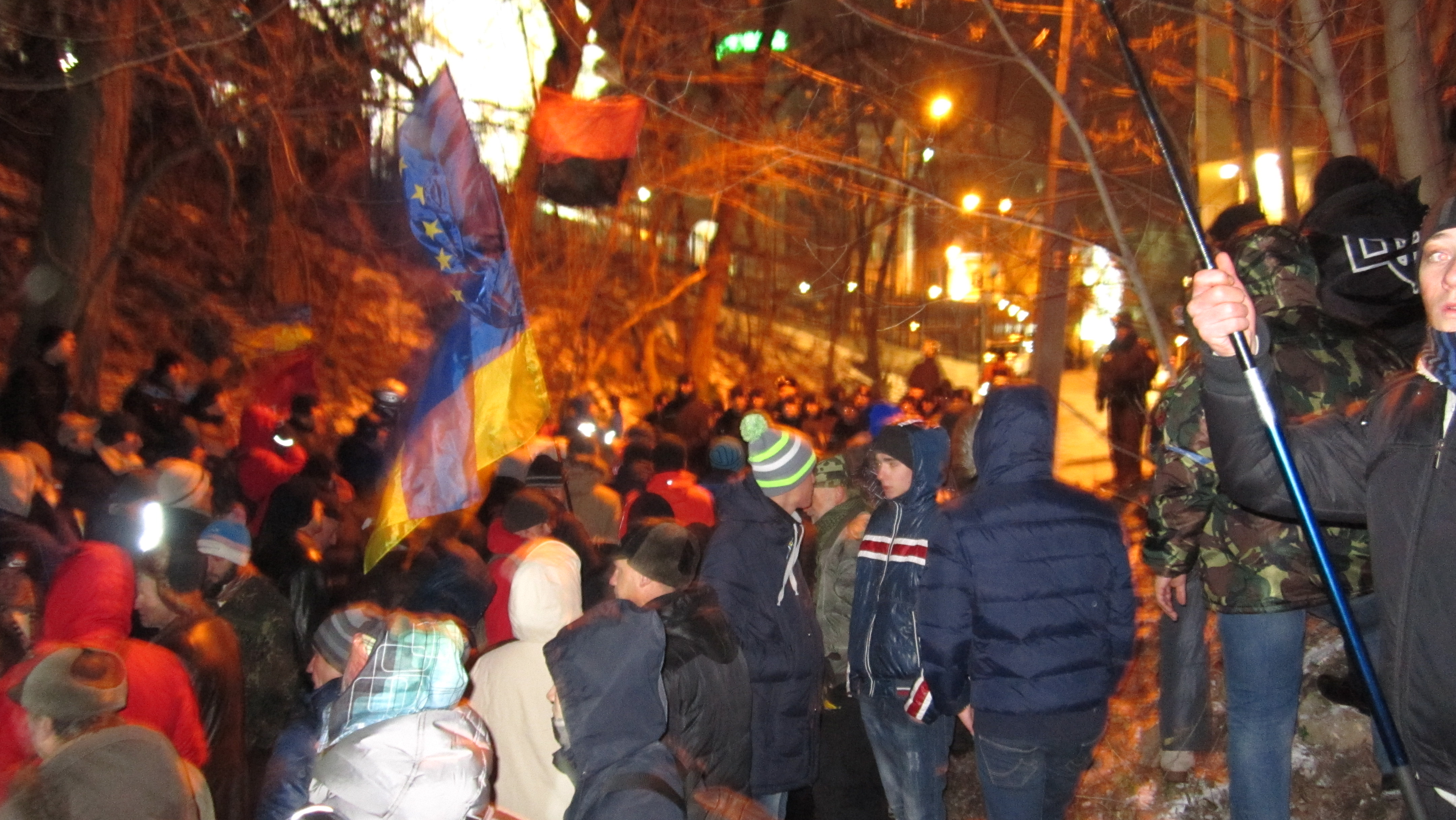
Блокування підступів до Шевченківського суду. Урочище Гончарі. 6 грудня 2013 року

6 грудня, в очікуванні суду, який повинен був обрати запобіжний захід для затриманого журналіста Андрія Дзиндзі, до Шевченківського суду підійшла колона в кілька тисяч чоловік. Суд не задовольнив прохання адвоката про взяття підозрюваного на поруки народними депутатами або звільнення під заставу і арештував А. Дзиндзю на два місяці. Після оголошення вироку в суді виникла бійка. O 20:29 агентство УНІАН повідомило, що суддя Шевченківського райсуду Києва Володимир Бугіль обрав для активіста громадської організації «Дорожній контроль» Андрія Дзиндзі запобіжний захід у вигляді взяття під варту на 2 місяці.
9 грудня
Ввечері 9 грудня спецзагонами були захоплені редакції опозиційних ЗМІ: газет «Вечерние вести», телеканалу INTV, офіс видання «Цензор.нет»
Силовики взяли штурмом інтернет-редакцію, газету і телеканал, журналісти пишуть: «SOS!». Також був захоплений офіс партії «Батьківщини» і були вилучені сервери.
Арештували Віктора Смалія — адвоката активіста громадської організації «Дорожній контроль» Андрія Дзиндзі. Йому інкримінують замах на життя судді.
У Львові затримали фотокореспондента, який був присутнім біля АП під час подій 1 грудня. Очевидець затримання: «В нього руки були за спиною в наручниках, вони його фактично волочили по землі, я чула, що він кричав люди допоможіть, я активіст, я фотограф, мене звати Олег Панас, я зрозуміла, що це мій знайомий, я його спочатку навіть не впізнала, бо він був побитий».
11 грудня
Голові молодіжної організації «Національний Альянс», директору Волинського обласного центру національно-патріотичного виховання молоді координатору луцького Євромайдану Майі Москвич було вручене повідомлення про підозру у вчиненні нею кримінального правопорушення за ч. 2 ст. 296 ККУ (хуліганство, вчинене групою осіб) під час акції Євромайдану в Луцьку 2 грудня 2013 року, коли Москвич зі сцени заявила, що з портретів Януковича, вилучених активістами з приміщення волинської ОДА, один потрібно спалити, інший — повісити на дерево, а третій — віддати людям, щоб вони зробили з ним все, що захочуть.
13 грудня
- Після подання апеляцій на рішення Шевченківського суду, вісім із дев'яти затриманих «в'язнів Банкової» було звільнено на період слідства[54][55].

- В результаті розгляду клопотання про обрання запобіжного заходу для депутата Луцької міськради, голови міської партійної організації ВО «Батьківщина» Сергія Григоренка, якому слідчі органи Волинської області інкримінують скоєння кримінальних правопорушень за ст. 295 та 341 ККУ під час масових акцій протесту у Луцьку 2 грудня 2013 року, коли протестувальники вчинили наругу над портретами Януковича, вилученими з приміщення волинської ОДА, суддя Луцького міськрайонного суду Віталій Ковтуненко призначив Григоренку двомісячний домашній арешт з 21.00 до 7.00 години із забороною брати участь у масових заходах та виїжджати за межі Волинської області та зобов'язанням перебувати під наглядом слідчого.[56]

- Колишньому голові Волинської ОДА, активісту Луцького Євромайдану Володимиру Бондарю вручено повідомлення про підозру за злочини нібито скоєні під час акції в Луцьку 2 грудня.[57]

- Біля власного будинку затримано Ярослава Приходька, учасника підняття на щоглі черкаської міськради прапора ЄС, під час якого відбулися сутички з міліцією, за підозрою у застосуванні насільства до співробітника міліції. В райвідділку в нього було взято покази і в той же день у Соснівському райсуді йому призначено двохмісячний домашній арешт.[58][59]

16 грудня
Суддя Луцького міськрайонного суду Віталій Ковтуненко призначив М. Москвич запобіжний захід у вигляді знаходження протягом двох місяців під цілодобовим наглядом, носіння електронного браслету та заборони відвідувати масові заходи.
17 грудня
Суддя Деснянського суду Чернігова Григор'єв відмовив у задоволенні клопотання слідчого Нілова та прокурора Потапенко про взяття під домашній арешт підприємця Леоніда Сенченка на час розгляду відносно нього кримінального провадження за ч.1 ст. 382 ККУ «Невиконання судового рішення» порушеного внаслідок подій 7 грудня на Красній площі Чернігова, коли Сенченко встановлював сцену та надавав звукову апаратуру для озвучування зборів депутатів місцевих рад Чернігівщини та депутатів Верховної Ради України.
20 грудня
- Уранці депутату Волинської обласної ради Ігорю Гузю, заступнику голови Волинської організації ВО «Батьківщина», представники прокуратури та МВС, заблокувавши автомобіль, коли він виїжджав зі свого помешкання у мікрорайоні Вишкова, вручили повідомлення про підозру у вчиненні кримінальних правопорушень за ст. 295 (Заклики до вчинення дій, що загрожують громадському порядку), статтею 296 (хуліганство) і 341 (Захоплення державних або громадських будівель чи споруд) ККУ, копію клопотання про застосування до нього запобіжного заходу у вигляді домашнього арешту та повістку. Кримінальну справу порушено відносно подій на Луцькому Євромайдані 2 грудня, коли мітингарі перегортали та знищували портрети Януковича, вилучені з будівлі ОДА.[64]

- Суддя Луцького міськрайонного суду Віталій Ковтуненко призначив Володимиру Бондарю запобіжний захід у вигляді особистого зобов'язання строком на 2 місяці, який передбачає заборону на відвідини масових заходів на Театральному майдані, неконтрольоване пересування за межі області та прибуття на вимогу слідчого. Бондарю інкримінують вчинення злочинів за ст. 295 (Заклики до вчинення дій, що загрожують громадському порядку) і 341 (Захоплення державних або громадських будівель чи споруд) ККУ через те, що Бондар, разом зі спільниками під час мітингу в Луцьку 2 та 3 грудня закликали до блокування будівлі Волинської облдержадміністрації.[65]

- Депутату Черкаської міськради Максиму Булатецькому суддею Соснівського районного суду Черкас Володимиром Орленком було призначено запобіжний захід у вигляді особистого зобов'язання із забороною залишати місто без дозволу на час кримінального провадження у справі, в якій Булатецькому інкримінують вчинення кримінального правопорушення за ч. 2 ст. 342 ККУ (опір працівникові правоохоронного органу під час виконання ним службових обов'язків) під час підняття прапору Європейського Союзу на щоглі перед Черкаською міською радою 11 грудня.[66][67]

25 грудня
- Депутату Волинської облради Ігорю Гузю у справі за ч. 2 ст. 296, статтями 295 та 341 ККУ суддею Луцького міськрайсуда Віталієм Ковтуненком призначено запобіжний захід у вигляді двомсячного цілодобового домашнього арешту та носіння електронного браслету.[68]

26 грудня
- Стало відомо, що проти депутата Тернопільскої облради Степана Барни відкрито кримінальне провадження за декількома звинуваченнями, зокрема за підняття над будівлею облдержадміністрації поряд з державним прапором України прапора Євросоюзу, в якій йому інкримінують «наругу над державними символами», за блокування доріг та за «зловживання службовим становищем» стосовно представників місцевих рад, які були причетні до організації виїзду протестувальників на Євромайдан у Київ.

Крім того, відкрито провадження на активістів Володимира Стаюру, Марію Чашку та Марію Бабюк за блокування держустанов.
31 грудня
- Працівниками міліції затримано активіста донецького Євромайдану художника Євгена Насадюка та примусово доставлено до Куйбишевського райвідділку з мотивуванням, що від його сусідів надійшла заява про розбещення ним неповнолітньої.[70]

2 січня 2014 р.
- В соціяльних мережах з'явилося кілька повідомлень від учасників Автомайдану про візит до них працівників ДАІ із запрошенням прийти для дачі пояснень щодо буцімто порушень ними ПДР 29 грудня, в день акції під Межигір'ям.[71]

3 січня
- Близько 11:30 в Харкові 5 співробітників УБОЗ, заштовхали активіста Харківського Євромайдану Олександра Чижова в затоновану машину зі звичайними номерами та відвезли до Червонозаводського райвідділку міліції, де, порушивши низку процесуальних норм та протримавши його близько двох годин в кабінеті слідчого Бабушкіна Володимира Яковича, звинувачуючи у розповсюдженні порнографій через соціяльні мережі, вручили повістку на 08.01.2014 і відпустили.[70]

## Заборона проведення акцій
24 листопада
- Миколаївський окружний адміністративний суд задовольнив позов Миколаївської міськради, поданий першим віце-мером Андрієнком, про заборону до 7 січня 2014 року акцій на пл. Леніна, де з 22 листопада проходила безстрокова акція Євромайдану, та у центрі міста. Як підстава для позову були використані заявки на проведення паралельних акцій від партій «Руський блок» та ПСПУ.[72]

25 листопада
- О 16:00 до мітингувальників Євромайдану в Миколаєві прийшов судовий виконавець та зачитав рішення окружного адміністративного суду про заборону масових акцій на пл. Леніна.[73]

## Перешкоджання приїзду на протестні акції
24 листопада
- Близько 5 години ранку на виїзді з селища Арбузинка на Миколаївщині на підставі анонімного повідомлення про замінування, ДАІ зупинила агітаційний мікроавтобус кандидата в народні депутати по 132 округу А. Корнацького, в якому люди їхали до Києва на Євромайдан. На знак протесту пасажири мікроавтобуса, ходячи пішоходним переходом, перекрили рух на трасі Ульяновка — Миколаїв, утворивши кілометровий затор.[74]

25 листопада
- На Львівщині в ніч на вівторок автобуси з мітингувальниками активно перевіряли працівники ДАІ. У Гамаліївці працівники ДАІ зняли з автобуса номерні знаки. На знак протесту мітингувальники перекрили дорогу.[75]

31 грудня
- Координатору молодіжного крила УДАРу Дмитру Білоцерківцю співробітники ДАІ вдосвіта завадили встигнути на авіярейс Севастополь — Київ, зупинивши його авто на шляху до аеропорту на трасі в районі Верхньосадового за 30 км від Севастополя під вигаданим приводом, звинувативши його в перебуванні напідпитку та зробивши спробу викрасти його документи. Продовживши рух після перевірки ДАІ, Білоцерковець почав отримувати анонімні телефонні дзвінки з брехливим повідомленням, що його мати в реанімації.[76]

## Посягання на майно активістів Євромайдану та його пошкодження
27 листопада
- Активісту громадянського руху «Спільна справа» Олександру Данилюку спалили автівку, припарковану під його будинком[77]. Також, за інформацією Андрія Іллєнка, було спалено мікроавтобус, який належить члену київської міської організації «Свободи» Віктору Поштарю[78].

5 грудня
- Активістів харківського Євромайдану пограбували 8 невідомих чоловіків, з погрозами викравши генератор з їхньої машини під час розвантаження апаратури для мітингу.[79]

6 грудня
- У Луганську напередодні автопробігу на підтримку Євромайдану двома невідомими вчинено підпал авта адвоката Ігоря Чудовського, який надавав юридичну допомогу учасникам протестних акцій. В автівці повністю вигорів моторний відсік.[80]

- На вул. Ілліча в Шуменському мікрорайоні Херсона угнали автомобіль «Таврія», що належить місцевому осередку ВО «Батьківщина» і на якому на місцевий Євромайдан підвозились обладнання та напої.[81][82]

13 грудня
Близько 3 години ночі спалено автомобіль харківського Євромайдану, на якому розвозилась вся апаратура для мітингу.
14 грудня
- Керівнику молодіжного крила УДАРу мешканцю Севастополя Дмитру Білоцерковцю невідомі пошкодили машину, зробивши червоною фарбою написи з обох боків «Удар» та «За Майдан» і проколовши шини усіх чотирьох коліс.[84]

15 грудня
- У Житомирі день Маршу Гідності близько 8:45 ранку група чоловіків напала на учасника акцій в підтримку Євроінтеграції Ярослава Кальчука, котрий в цей час віз людей на Майдан в Київ. На дорозі бус підрізали дві машини з яких вискочили молодики. Нападники жбурнули камені в лобове скло автомобіля з людьми та порізали покришки коліс. Також вранці одному із активістів Євромайдану, який планував везти до Києва житомирян і взуття для мітингуючих порізали колеса його автомобіля «Ford»[85].

- У Житомирі опозиційному депутату міськради Сергію Мірошнікову, який возив продукти харчування на Майдан у Київ невідомі побили лобове скло його автівки. За словами депутата, він виявив пошкоджений автомобіль вранці у дворі будинку, який цілодобово охороняється[85].

17 грудня
- У Запоріжжі було облито кислотою особисте авто місцевого активіста, одного із співорганізаторів Запорізького Євромайдану Артюшенка Ігоря Андрійовича, сума завданих збитків склала 6000 грн. Спочатку МВС порушило справу за ч1 ст.194 ККУ, але потім закрило, бо сумма завданих збитків була менша за 10000 грн.[86]

16 грудня
- Уночі спалено авто депутата ужгородської міськради та підприємця Ярослава Шафаря. На його переконання мотивом послужила його активна участь в акціях Євромайдану.[87]

20 грудня
- Близько 4 години ранку двома невідомими був атакований штаб харківського Євромайдану на вул. Римарська, 18, розташований в приміщенні харківського відділення об'єднання «Просвіта». На першому поверсі будинку вибито шибки двох кімнат з боку внутрішнього двору і однієї з головного входу, на порозі розлито фарбу. Фасади штабу та кількох прилеглих будинків і магазинів спотворено наклепницькими написами.[88][89]

21 грудня
- Ввечері, збираючись вирушати на Київ, координатор кримського Євромайдану Сергій Ковальський виявив, що його автівку, яка перебувала на парковці на вул. Козлова, 21, пошкоджено пострілами.[90]

22 грудня
- В місті Арциз на Одещині спалили автівку Євгена Буркута, на якій він протягом місяця регулярно возив людей на київський Євромайдан.[91]

24 грудня
- Вночі у дворі будинку по вул. Новоолександрівська, 54а, корп. 6, що належить до комплексу новобудов у Київському районі м. Харків, спалено автомобіль, який використовувався для перевезення координаторів та техніки для харківського Євромайдану.[92]

- Ввечері у центрі Харкова стався напад двох невідомих на одного з організаторів місцевого Євромайдану Дмитра Пилипця, якому завдано кілька ножових поранень у тому числі у стегно.[93]

26 грудня
- За повідомленням однієї з організаторів Євромайдану в Миколаєві близько 20:50 невідомі зловмисники підпалили двері її квартири.[94]

- У Луганську, аби зірвати показ документального фільму «Відкритий доступ» на місцевому Євромайдані зловмисники облили зеленкою кіноекран та залили чаєм ноутбук активістів.[95]

27 грудня
- У Харкові у дворі будинку по вул. Данилевського, 31, близько 3 ранку підпалили авто, яке належить волонтерам, що вже більше місяця готують гарячий чай та канапки для харківського Євромайдану.[96]

28 грудня
- У селищі Солоницівка на Харківщині близько 22:00 імовірно через підпал згоріла Toyota активіста харківського Євромайдану, члена штабу національного опору Івана Варченка.[97]

29 грудня
- У селищі міського типу Нова Водолага на Харківщині згорів мікроавтобус Volkswagen, на якому пересувалися активісти Євромайдану. Пожежа сталася близько 20:00 на подвір'ї водія мікроавтобуса. Проте джерело не повідомило ймовірну причину займання.[98][99]

1 січня 2014 р.
- Невідомими зроблена спроба підпалу приміщення Національного депозитарію на останньому шостому поверсі Будинку профспілок у Києві, де знаходиться Штаб національного опору та його прес-центр, організовані на Євромайдані народними депутатами від опозиційних фракцій Верховної Ради, і де мешкають численні мітингувальники.[100]

15 січня
- Вночі у Запоріжжі зловмисниками спотворено лайливими написами, вульгарними малюнками та свастикою авто активіста місцевого Євромайдану Ігора Артюшенка. Численні отвори в ній залито монтажною піною[101],[102].

## Напади й побиття
22 листопада
- Невідомий облив фарбою та вдарив в обличчя організатора феодосійського Євромайдану голову кримського осередка «Демальянсу» Сергія Мокренюка, коли той повертався додому з дітьми.[103]

23 листопада
- У Житомирі в під'їзді власного будинку двоє чоловіків напали на головного редактора газети «20 хвилин» Владислава Пучича, одного з організаторів місцевого Євромайдану. Його повалили на підлогу і били ногами[85][104].

24 листопада
- У Дніпропетровську 40 «тітушок» розгромили наметове містечко Євромайдану, побивши координатора Віктора Романенка, завдавши йому травми голови і руки. За словами Романенка нападниками були члени федерації дзюдо Дніпропетровської області, яку очолює народний депутат України, член Партії регіонів Іван Ступак.[105]

28 листопада
- У Житомирі близько 23:20 біля офісу партії «Демократичний Альянс» по вул. Хлібна, 25 організована група «тітушок», озброєних дерев'яними палицями з вкрученими шурупами напали на активістів ДемАльянсу Дмитра Ткачука, Владислава Пучича, Івана Фурлета, Юрія Жуковського та Андрія Гординчука. В результаті нападу Жуковського та Пучича з травмами голови забрала «швидка». Не зважаючи на те, що одного з нападників було затримано на місті, жодній особі не пред'явлено підозру про скоєння злочину[85].

29 листопада
- За повідомленням «Громадського телебачення», у Києві побили журналістів Дмитра Гнапа та Якова Любчича й розбили їхню камеру за те, що вони знімали «людей спортивної статури», які збирались біля Маріїнського палацу.[106][107]

30 листопада
- Приблизно о 3 годині ночі в Івано-Франківську три нападники жорстоко побили одного із лідерів місцевого Євромайдану Максима Кицюка студента-заочника четвертого курсу Прикарпатського університету, завдавши йому тілесних ушкоджень, зокрема глибоких порізів на ногах.[108]

- У Тернополі близько 22:15 на території артбару «Коза» було побито громадського активіста Володимира Ханаса, якому розсікли губу.[109]

4 грудня
- У Житомирі між 8:00 та 9:00 ранку, невідомі понівечили автівку депутата Житомирської міської ради від ВО «Свобода» Сергія Оніщука. Вандали розбили вітрове скло, порізали всі колеса та намалювали хрести на дверцятах, капоті, даху та на багажнику[85].

11 грудня
- У Житомирі після проведення однієї з мирних акцій протесту у місті Житомирі, активісту, який на власному автомобілі «Деу Сенс» транспортував звукопідсилюючу апаратуру для мітингу, було порізано колеса автівки та нанесені написи фарбою[85].

14 грудня
- У Житомирі заступнику голови Житомирської організації партії ВО «Батьківщина» Руслану Годованому декілька разів телефонували невідомі з погрозами насильства[85].

15 грудня
- У Житомирі трьома невідомими скоєно напад на голову житомирського осередка ВО «Свобода» Віктора Брокарєва із завданням йому закритої черепно-мозкової травми, струсу головного мозку і множинних забоїв голови. Всі напади цього дня здійснювали «тітушки», які їздили на чорній іномарці з номерами 276-03 ВВ. Як вдалось встановити, номерні знаки належать зовсім іншому автомобілю, а про місцеперебування Брокарєва можна було дізнатись лише прослуховуючи його телефон. Напади відбувались вдень у людних місцях.[110]

21 грудня
- Близько 20:10 у під'їзді його власного будинку в Житомирі вчинено напад на одного з організаторів та активного учасника місцевого Євромайдану Дмитра Ткачука, голову житомирського осередку партії «Демократичний Альянс». Йому вдалося скористатися газовим балончиком та відбити одного з нападників, вигравши час для відходу до свого помешкання.[111]

24 грудня
- Ввечері у центрі Харкова стався напад двох невідомих на одного з організаторів місцевого Євромайдану Дмитра Пилипця, якому завдано кілька ножових поранень у тому числі у стегно.[93]

25 грудня
- Близько опівночі проти 25 грудня на бориспільській трасі на Київщині двома нападниками по-звірячому побито відому журналистку-розслідувальницю та активістку, активну учасницю Євромайдану Тетяну Чорновол, коли вона поверталася на власному авті до дому у селі Гора. Побиттям їй завдано перелам носа, гематоми обличчя, важкий струс мозку та численні забої тіла, через які її було шпиталізовано.[112]

28 грудня
- Під час виступу Юрія Луценка на харківському Євромайдані, невідомий плеснув йому в обличчя зеленку. Ще двоє чоловіків та жінка здійснили спробу, але були зупинені та затримані міліцією.[113][114]

29 грудня
- Учасників ходи за євроінтеграцію та проти влади в Донецьку невідомі закидали яйцями.[115]

- Ввечері троє зловмисників побили 28-річного депутата Херсонської міської ради від партії ВО «Батьківщина» Станіслава Трошина, напавши на нього, коли той заходив у під'їзд власного помешкання, повернувшись з чергової акції місцевого Євромайдану. Крім завданих тілесних ушкоджень, зокрема пошкоджених ребер та обличчя, нападники пограбували Трошина, забравши в нього документи та флеш-накопичувачі.[116]

3 січня 2014 р.
- Біля Шевченківського РВ УМВС у м. Києві десятком невідомих було побито народного депутата України від ВО «Свобода» Андрія Іллєнка та адвоката-свободівця Сидора Кізіна, коли вони повертались з надання пояснень в райвідділі, на яке Іллєнко був запрошений з приводу хуліганських дій, вчинених 1 січня під час смолоскипної ходи, яку організувало ВО «Свобода» на честь дня уродин Степана Бандери.[117]

14 лютого 2014 р.
- У Запоріжжі у власному авто спалили активіста місцевого Євромайдану Сергія Сенеку,[118] відповідальність за це взяла організація «привиди Севастополя».[119]

## Заборони та перешкоджання на участь студентів в акціях
3 грудня
Зранку студенти заблокували вхід до головного корпусу НПУ ім. Драгоманова на вулиці Пирогова, 9. Біля корпусу зібралося кількасот студентів, які колоною рушили на Майдан, а опісля разом з іншими протестувальниками долучилися до пікетування Верховної Ради.
Прокуратура вимагає від Київського національного університету імені Тараса Шевченка списки студентів та викладачів, які без поважних причин з 29 листопада були відсутні в університеті, а також імена активістів, які закликали студентів виходити на Майдан.
4 грудня
- Зранку активісти намагалися заблокувати Київський національний університет будівництва і архітектури, закликаючи таким чином до страйку.[122]

Студенти пікетували Міністерство освіти і науки. Міністерство видало наказ, відповідно до якого вишам рекомендовано організувати навчальний процес таким чином, щоб вони могли мітингувати.

## Репресії проти свідків
7 грудня
Почалися репресії проти свідків подій на Майдані Незалежності 30 листопада. Так, один із ключових свідків, найбільш постраждалий Віталій Кузьменко, студент Київського університету ім. Грінченко, під час перебування у лікарні швидкої допомоги був звинувачений у крадіжці телефону, який він начебто викрав у хворого з іншої палати. Під час обшуку хворого міліція навіть не спитала дозволу на обшук у лікаря і не дочекалась присутності адвоката.

## Репресії. Хронологія подій

### 22 листопада
- Міліція попри фізичний опір мітингувальників зруйнувала 4 намети, встановлені учасниками акції Євромайдану на пл. Леніна в Миколаєві.[2][3]
- у Феодосії було побито організатора місцевої акції протесту Сергія Мокренюка. 27 листопада невідомі пошкодили йому автомобіль.
- У Києві на Європейській площі сталася бійка між міліціонерами та народними депутатами під час встановлення сцени для мітингу, який мав відбутися тут у неділю, 24 листопада[125]

### 24 листопада
- На організаторів Євромайдану у Рівному відкрито кримінальне провадження за статтею «хуліганство», за кульки, які полетіли в небо із портретом Януковича.[25]
- За словами Василя Гацька голови партії в команді «Демократичного Альянсу» в ніч з 24 на 25 листопада в Одесі під час зносу наметового містечка «євромайдану» міліція побила та затримала лідера одеського Євромайдану, керівника громадської організації «Демократичний альянс» — Олексія Чорного. Окрім Олексія затримали ще двох активістів.[26][27]
- Під час бійки під Кабінетом Міністрів затримано 2 членів ВО «Свобода»[28] Віталія Благодарного та Олега Маляша. 27 листопада 2013 року Печерський районний суд Києва ув'язнив їх терміном на 60 діб[29].
- Суддя Миколаївського окружного адміністративного суду Оксана Малих задовольнила позов Миколаївської міськради, поданий першим віце-мером Андрієнком, про заборону до 7 січня 2014 року акцій на пл. Леніна, де з 22 листопада проходила безстрокова акція Євромайдану, та у центрі міста. Як підстава для позову були використані заявки на проведення паралельних акцій від партій «Руський блок» та ПСПУ.[72]
- Близько 5 години ранку на виїзді з селища Арбузинка на Миколаївщині на підставі анонімного повідомлення про замінування, ДАІ зупинила агітаційний мікроавтобус кандидата в народні депутати по 132 округу А. Корнацького, в якому люди їхали до Києва на Євромайдан. На знак протесту пасажири мікроавтобуса, ходячи пішоходним переходом, перекрили рух на трасі Ульянівка — Миколаїв, утворивши кілометровий затор.[74]

### 25 листопада
- На Львівщині в ніч на вівторок автобуси з мітингувальниками активно перевіряли працівники ДАІ. У Гамаліївці працівники ДАІ зняли з автобуса номерні знаки. На знак протесту мітингувальники перекрили дорогу.[75]
- О 16:00 до мітингувальників Євромайдану в Миколаєві прийшов судовий виконавець та зачитав рішення окружного адміністративного суду про заборону масових акцій на пл. Леніна.[73]
- невстановлена міліцією група осіб напала на наметове містечко Євромайдану у Дніпропетровську, внаслідок чого травм зазнав організатор протесту Сергій Романенко та ще шість мітингувальників. Працівники міліції під час нападу стояли осторонь та не втручалися в ситуацію.[126]

### 27 листопада
- Активісту громадянського руху «Спільна справа» Олександру Данилюку спалили автівку, припарковану під його будинком[77]. Також, за інформацією Андрія Іллєнка, було спалено мікроавтобус, який належить члену київської міської організації «Свободи» Віктору Поштарю[78].

### 28 листопада
- У Житомирі невідомі жорстоко побили головного редактора газети «20 хвилин» Влада Пучича, одного з організаторів місцевого Євромайдана.[104]

### 29 листопада
- За повідомленням «Громадського телебачення», у Києві побили журналістів Дмитра Гнапа та Якова Любчича й розбили їхню камеру за те, що вони знімали «людей спортивної статури», які збирались біля Маріїнського палацу.[106][107]

### 30 листопада: силовий розгін
У ніч проти 30 листопада за особистим наказом начальника київської міліції генерал-лейтенанта Валерія Коряка «українська» влада силами «Беркуту» влаштувала силовий розгін Євромайдану в Києві. За іншими даними, розганяв Євромайдан кримський, луганський та донецький «Беркут», скерований за посередництвом російською владою. Внаслідок розгону було травмовано десятки протестувальників. Частина людей, що втекла від Беркуту, заховалась у Михайлівському золотоверхому монастирі на Михайлівській площі. Вдень на Михайлівській площі зібрався стихійний мітинг.

#### Тернопіль
За інформацією тернопільської газети «За Збручем» на західні області України виїхали автобуси із «Беркутом» з Криму та з Києва.

#### Івано-Франківськ
Цієї ж ночі в Івано-Франківську побили співорганізатора місцевого Євромайдану Максима Кицюка.

### 1 грудня
Десятки людей постраждали в результаті розгону мітингувальників під стінами будівлі Адміністрації Президента, в тому числі кілька десятків журналістів. У людей черепно-мозкові травми, переломи, гематоми, багато хто із постраждалих довгий час був у непритомному стані без надання медичної допомоги. Є свідчення про катування людей міліцією.

### 2 грудня
У Києві ввечері міліція затримала активістів ГР «Відсіч», які поширювали листівки із закликом виходити на Майдан у гуртожитках НПУ ім. Драгоманова по вулиці Космічній. Міліціонери побили студентів та застосували проти них сльозогінний газ, внаслідок чого молоді люди отримали опіки.

### 3 грудня
Зранку студенти заблокували вхід до головного корпусу НПУ ім. Драгоманова на вулиці Пирогова, 9. Біля корпусу зібралося кількасот студентів, які колоною рушили на Майдан, а опісля разом з іншими протестувальниками долучилися до пікетування Верховної Ради.
У вівторок у Шевченківському райсуді м. Києва відбувся суд над людьми, які начебто брали участь у нападі на Беркут під адміністрацією президента. Обвинувачення з боку прокуратури ґрунтувалося на показах працівників правоохоронних органів, які постраждали під час сутичок. Прізвища свідків не розголошуються, у суді їх не було. Ні прокуратура, ні міліція не оприлюднювала списку осіб, яких збиралася судити. Журналіст Дмитро Гнап оприлюднив наявний у нього перелік: Остащенко Олександр, Притуленко Є.С, Превір Єгор, Гарагуц В. В., Черепко Г. А., Можненко С. Н. та Загоровка Владислав. Депутати від опозиції намагалися взяти цих хлопців на поруки, однак безуспішно. Суд заарештував на 60 днів 9 осіб за підозрою в організації масових заворушень 1 грудня.
Прокуратура вимагає від Київського національного університету імені Тараса Шевченка списки студентів та викладачів, які без поважних причин з 29 листопада були відсутні в університеті, а також імена активістів, які закликали студентів виходити на Майдан.

### 4 грудня
Зранку активісти намагалися заблокувати Київський національний університет будівництва і архітектури, закликаючи таким чином до страйку.
Студенти пікетували Міністерство освіти і науки. Міністерство видало наказ, відповідно до якого вишам рекомендоовано організувати навчальний процес таким чином, щоб вони могли мітингувати.
Зранку 4 грудня 2013 року відповідальність за штурм Адміністрації Президента на вул. Банковій взяла на себе Соціал-Національна асамблея, зазначаючи, що це була стихійна акція, оскільки вони «прийшли захищати людей, оскільки після розгону Майдану в людей накопичилася ненависть до влади», а також повідомивши, що «КмДА та Будинок Профспілок були зайняті ними». Фактично ж, зайняті ці будівлі ними не були, але частину помешкань таки зайняла пізніше опозиція.
Базувалося це свідчення Азарова на змонтованому і урізаному відеозапису, яке розповсюдила прес-служба МВС України, аби спотворити факти, хоча повна версія відеоматеріалу свідчить про протилежне — наступ силовиків на мирних мітингувальників почався раніше біля колони Незалежності, а не біля пам'ятнику засновникам Києва, де розміщувались активісти «Правого сектора» (представники різних націоналістичних організацій), і які дійсно почали чинити справедливий спротив проти насильства і масових знущань.
Ближче до вечора три Президенти України — Леонід Кравчук, Леонід Кучма та Віктор Ющенко висловлюють свою солідарність із мирними громадянськими діями сотень тисяч українців.

### 5 грудня
За повідомленнями ЗМІ, затримано і арештовано було кілька осіб, які були звинувачені в організації масових заворушень на вулиці Банковій 1 грудня
. Серед затриманих — журналіст, якого згідно з заявою адвоката затримали його у зв'язку з виконанням ним своїх журналістських обов'язків і після затримання до нього застосовували тортури.
5 грудня міністр МВС Віталій Захарченко повідомив, що була затримана особа, яка передала ключі від грейдера іншій людині, яка керувала ним під час штурму. В той же час дії Корчинського, якого опозиція називала основним організатором цих подій станом на 5 грудня прокуратурою не розслідуються (за словами заступника Генерального прокурора Ударцова). В той же день, 5 грудня в ЗМІ з'явилась інформація про те, що Корчинському через 4 дні таки пред'явили підозру і оголосили у розшук. На вечірньому брифінгу В. Захарченко заявив, що бійку з «Беркутом» затіяли бойовики «ультраправих, ксенофобських організацій» — Братства, Свободи, футбольних угрупувань «ультрас».
Петро Порошенко передав у Генпрокуратуру докази того, що штурм Адміністрації був організованою провокацією, зокрема відеозапис в'їзду у двір Адміністрації Президента автобусів з «тітушками».
5 грудня УБОЗ затримало двох чоловік, один із них журналіст «Дорожнього контролю» Андрій Дзиндзя. Затримання пов'язують з розслідуванням подій, що відбулися 1 грудня на вулиці Банковій поблизу адміністрації президента. В міліції підозрюють, що це Дзиндзя викрав трактор, повідомив другий затриманий активіст «Дорожнього контролю» Сергій Хаджинов. Хоча з опублікованого відео видно, що А.Дзиндзя (одягнений в чорну розкриту куртку та зелений светр) не перебував у кабіні трактора, а лише піднімався на східці транспортного засобу на вул. Інститутській, щоб задати питання водію, а коли трактор заїхав на вул. Банкову, то від самого початку А. Дзиндзя пішки йде з відеокамерою праворуч трактора, знімаючи події як журналіст. У ЗМІ з'явилися повідомлення адвоката журналіста Андрія Дзиндзя, що при затриманні він був жорстоко побитий і міліція перевезла його в несвідомому стані до київської лікарні швидкої медичної допомоги. Очевидці затримання стверджують, що на журналіста Дзиндзю під час затримання просто побили, накинули мішок на голову і повезли. Редакція «Дорожнього контролю» в той же день висловила серйозні побоювання, що в ізоляторі його можуть до ранку вбити, про це за словами редакції повідомили джерела в правоохоронних органах. Затримання журналіста ЗМІ пов'язують з тим, що журналіст брав активну участь у підготовці сюжетів про протестні акції. Про сильне побиття при затриманні повідомила і дружина іншого затриманого, якого відпустили після допиту. Після затримання журналіста, пікетувальники кілька годин тримали в облозі УБОЗ. Народні депутати намагались побачити затриманого, щоб побачити його стан, але їм відмовили і вони викликали міліцію, аби зафіксувати порушення. На місце прибула слідчо-оперативна група, але політиків так і не пропустили в середину.
На Майдані Незалежності, неподалік від стели, встановили каплицю-намет, зверху височить хрест, а всередині є престол, ікони, свічки; каплиця почала діяти зі старань декана Київського УГКЦ отця Ігоря Онишкевича.

### 6 грудня
6 грудня, в очікуванні суду, який повинен був обрати запобіжний захід для затриманого журналіста Андрія Дзиндзі, до Шевченківського суду підійшла колона в кілька тисяч чоловік. Суд не задовольнив прохання адвоката про взяття підозрюваного на поруки народними депутатами або звільнення під заставу і арештував А. Дзиндзю на два місяці. Після оголошення вироку в суді виникла бійка. O 20:29 агентство УНІАН повідомило, що суддя Шевченківського райсуду Києва Володимир Бугіль обрав для активіста громадської організації «Дорожній контроль» Андрія Дзиндзі запобіжний захід у вигляді взяття під варту на 2 місяці.
У Луганську згорів автомобіль адвоката та співорганізатора акцій протесту Євромайдану Ігоря Чудовського.

### 7 грудня
Почалися репресії проти свідків подій на Майдані Незалежності 30 листопада. Так, один із ключових свідків, найбільш постраждалий Віталій Кузьменко, студент Київського університету ім. Грінченко, під час перебування у лікарні швидкої допомоги був звинувачений у крадіжці телефону, який він начебто викрав у хворого з іншої палати. Під час обшуку хворого міліція навіть не спитала дозволу на обшук у лікаря і не дочекалась присутності адвоката.

### 9 грудня
Ввечері 9 грудня у силовому захопленні центрального офісу опозиційної партії «Батьківщина» по вулиці Турівській 13 брали участь більше ста чоловік в чорній формі з написом на спині «Міліція», а також значна група осіб в штатському, яких зафіксували камери спостереження. Усі співробітники офісу були виведені з кабінетів і покладені лицем на підлогу. При цьому невідомі не пред'явили службових посвідчень і не надали ніяких офіційних документів, у тому числі рішень суду, погрожували зброєю. Як відзначається в зверненні до прокуратури, в результаті цих протиправних дій партії «Батьківщина» був причинний збиток на суму понад 12 мільйонів гривен. Повністю зруйнований зв'язок, комп'ютерна мережа, електронна пошта, сайти і система енергозабезпечення. Спецзагонами були захоплені редакції опозиційних ЗМІ: газет «Вечерние вести», телеканалу INTV, офіс видання «Цензор.нет»
Силовики взяли штурмом інтернет-редакцію, газету і телеканал, журналісти пишуть: «SOS!»..
Арештували Віктора Смалія — адвоката активіста громадської організації «Дорожній контроль» Андрія Дзиндзі. Йому інкримінують замах на життя судді.
У Львові затримали фотокореспондента, який був присутнім біля АП під час подій 1 грудня. Очевидець затримання: «В нього руки були за спиною в наручниках, вони його фактично волочили по землі, я чула, що він кричав люди допоможіть, я активіст, я фотограф, мене звати Олег Панас, я зрозуміла, що це мій знайомий, я його спочатку навіть не впізнала, бо він був побитий».

### 10 грудня
Влада вимкнула світло у будівлі Київської міськадміністрації. Люди вийшли на вулицю. На 1:00 штурму КМДА Беркутом ще не було.
На розі вулиці Грушевського і Кріпосного провулку близько 1 години ночі міліція знову грубо застосувала силу щоб зачистити барикади. За словами депутата ВР Андрія Шевченко:
|  | Міліція зачищала жорстко, били людей, це все знімали камери. У хід йшли дубинки та черевики, але міліція швидше штовхалася. Міліції було в кілька разів більше, ніж людей, тому їм вистачало сили. Постраждалих у нас немає. |

Станом на 2:25 Беркут та тітушки зачищають барикаду на вулиці Богомольця. Там зібралося близько 200 представників міліції та внутрішніх військ. Тітушки розтягують намети. Представники партії УДАР, що відповідали за цю барикаду, через нерівні сили особливого спротиву міліції не чинили. Люди очікують, що міліція буде нападати на Майдан. ВО Собода повідомляє, що міліцією на Лютеранській керують регіонали Тедеєв та Мирний. О 3:25 Беркут почав штурм барикади на вулиці Лютеранській, після чого тітушки почали розбирати захоплену барикаду.
Люди зазначають, що Віктор Янукович спеціально розпочав зачистку Євромайдану до приїзду європейської гості Кетрін Ештон.
Після взяття барикад міліція прикривала тітушок, які взялися нищити і викрадати речі людей, що були на майдані.

### 11 грудня
Невдала спроба штурму Євромайдану бійцями Беркуту розпочалась о 1:02 і тривала до 9-ї ранку. 
Під час беркутівської навали дзвони Михайлівського золотоверхого дзвонили тривогу.

### 13 грудня
У Харкові спалили мікроавтобус, яким перевозили обладнання для Євромайдану

### 15 грудня
У Житомирі побили голову місцевого осередку ВО "Свобода" Віктора Брокарєва.

### 16 грудня
В Ужгороді спалили автомобіль організатора місцевих протестів Ярослава Шафаря.

### 20 грудня
У Харкові розгромили приміщення місцевої «Просвіти», де розміщувався штаб Євромайдану.

### 21 грудня
У Києві стався збройний напад на активіста ініціативи «Дорожній контроль» Володимира Моралова, внаслідок якого його госпіталізували з вогнепальним пораненням грудної клітки. Нападники також спалили його автомобіль.
У Сімферополі було розтрощено автомобіль співкоординатора кримського Євромайдану Сергія Ковальського, який був припаркований під будинком.
21 грудня у місті Арциз Одеської області згорів автомобіль активіста Євгена Буркута, яким він возив до Києва охочих взяти участь у акціях протесту.

### 22 грудня
У Житомирі напали на голову місцевого осередку «Демократичного Альянсу», яка є активним організатором акцій протесту, Дмитра Ткачука.

### 23 грудня
Уночі в Харкові спалили автомобіль, який мітингувальники використовували для організації місцевого Євромайдану.

### 25 грудня
В ніч католицького Різдва біля Києва стався жорстокий напад на відому журналістку, громадську активістку та учасницю Євромайдану Тетяну Чорновол. Як розповіла сама потерпіла, повертаючись додому по Бориспільскому шосе, її автомобіль протаранили невідомі. Вона намагалася втекти, побігши від машини, проте нападники наздогнали її та побили. Тетяна Чорновол потрапила до реанімації, а фотографії понівеченої жінки шокують.
Цієї ж ночі у Харкові невідомі напали на одного з організаторів Євромайдану Дмитра Пилипця, жорстоко побили та завдали 12 ножових поранень. Він також перебував у важкому стані у лікарні.

### 28 грудня
У Харківській області ввечері згоріла Toyota активіста харківського Євромайдану, депутата облради від «Батьківщини» Івана Варченка.
На харківському Євромайдані четверо людей облили Юрія Луценка та його дружину, народного депутата України Ірину Луценко зеленкою. Всіх чотирьох затримали на місці. Згодом молодиків, які облили зеленкою Юрія Луценка, оштрафували на 119 гривень. Таке рішення у суботу, 28 грудня, ухвалив Дзержинський районний суд Харкова. Троє з правопорушників — жінка та двоє чоловіків — отримали покарання у вигляді штрафу в розмірі 119 грн. Ще один нападник підписав зобов'язання про неприпустимість таких вчинків у майбутньому.

### 29 грудня
Троє невідомих жорстоко побили 28-річного депутата Херсонської міської ради, одного з активістів місцевого Євромайдану Станіслава Трошина.

### 31 грудня
У Донецьку Марії Олийник невідомі розбили молотками машину, активіст Євгеній Насадюк побував в райвідділку, 16 фермерів з Мар'їнського району, які перераховували гроші Київському Майдану і відправляли туди продукти, провели день на допитах у податківців.

### 3 січня
Народного депутата фракції «Свобода» Андрія Іллєнка та його адвоката побили біля Шевченківського РУВС міста Києва.

Невідомі спалили автомобіль члена Тернопільської організації ВО «Свобода», депутата Тернопільської міськради Богдана Попадина

### 6 січня
Міністерство культури України у письмовій формі пригрозило УГКЦ про можливе позбавлення легального статусу через активну участь у Євромайдані. Глава Української греко-католицької Церкви (УГКЦ) Святослав Шевчук 13 січня оприлюднив листа за підписом першого заступника міністерства культури України Тимофія Кохана, в якому відомство попереджає УГКЦ про можливий судовий позов. У листі міністерство висловило стурбованість «системним ігноруванням приписів законодавства окремими ієреями», які проводять публічні богослужіння на Майдані Незалежності в Києві. У міністерстві переконані, що для богослужінь церква має отримати дозвіл місцевої влади. Листа в УГКЦ отримали ще 6 січня, у переддень Різдва, але оприлюднили його лише 13 січня, аби не збурювати українців у святкові дні.
Після гострої критики дій замміністра у Мінкультури уточнили, що ініціатором «цькування» УГКЦ є Служба безпеки України.

### 11 січня
Екс-міністр внутрішніх справ Юрій Луценко вночі був побитий бійцями «Беркуту» біля Києво-Святошинського суду у Києві і перебуває в реанімації в одній зі столичних клінік. Після проведеної томографії лікарі діагностували у нього закриту черепно-мозкову травму, струс мозку, три підшкірні гематоми та наклали на голові шов завдовжки 3 см.

### 11-12 січня: Форум Євромайданів у Харкові
200 делегатам Першого всеукраїнського форуму Євромайданів у Харкові довелося працювати в умовах суворої конспірації. Через загрозу провокацій організатори заздалегідь не повідомляли місце проведення зборів. Кілька годин усі їздили Харковом з одного приміщення до іншого, оскільки всі власники восьми різних приміщень, з якими були попередні домовленості про оренду, з різних причин відмовили.
Відкриття форуму дозволила провести в своєму приміщення одна з церков. Щойно це стало відомо, до будівлі намагалися увірватися молодики спортивної статури, озброєні газовими балончиками. Делегатів в Харкові закидали яйцями, а традиційне місце проведення харківського Євромайдану, як і всі інші головні площі, зайняли тисячі учасників провладного «антимайдану».
12 грудня близько 12:10 міліції повідомили про замінування Свято-Дмитріївського храму УАПЦ, де в суботу проходив форум Євромайданів. Слідчі та експерти виїхали на місце події і обстежили приміщення, але вибухівки не знайшли.
Під час мітингу євромайданівців у Харкові, який відбувся 12 січня біля пам'ятника Ярослава Мудрого було вчинено декілька провокацій з боку «тітушок», які намагалися влаштувати бійку, кидали у натовп феєрверки, петарди та димові шашки. Одного з нападників, який кинув димову шашку, було затримано. Однак чоловік показав якийсь документ правоохоронцям і ті його моментально відпустили. На місці злочину було знайдено ножа, який йому віддав один з міліціонерів. Пізніше в міліції повідомими, що на людей, що кидали петарди в учасників мітингу Євромайдану в Харкові, складено адмінпротоколи.
12 січня поблизу станції метро «Холодна Гора» невідомі напали на мобільну приймальню народного депутата, голови Харківської обласної організації ВО «Свобода» Ігоря Швайки. Свободівець Микола Худзік, який на той час перебував у наметі, дістав ушкодження рук та кілька ударів, в тому числі в обличчя. Троє нападників вхопили намет, що слугував пересувною приймальнею, та потягнули його до автівки, де сиділо ще кілька осіб.

### 13 січня
Активісту і співорганізатору Автомайдану Сергію Кобі заарештували майно. Вранці в понеділок підрозділ ДАІ «Кобра» не дозволив активісту сісти за кермо власної машини, заявивши, що його майно заарештоване за несплату штрафу дворічної давнини.
Режим заарештував усе майно глави Вінницької обласної організації ВО «Свобода», одного з координаторів місцевої організації ВО «Майдан» Олексія Фурмана. На підставі підробних документів у свободівця забирають ресторанний бізнес і усі транспортні засоби. Режим вже удався до того, що заарештували навіть пенсію його матері

### 14 січня
Суддя Голосіївського суду Фролов на три місяці позбавив водійських прав Сергія Лук'янчука

### 15 січня
У Києві вночі учаснику Автомайдану Геннадію Кулішу пошкодили автомобіль.
У Запоріжжі активістові «Спільної справи» Ігорю Артюшенко повторно пошкодили автомобіль.
У Херсоні активістці Євромайданів Валентині Крицак каменями розбили вікна в квартирі.
Суддя Печерського суду Оксана Царевич забрала права на 6 місяців у Інни Царькової, яка 29 грудня була у Межигір'ї. Голосіївський райсуд Києва позбавив активіста Автомайдану Сергія Хаджинова права управляти авто на три місяці.

### 16 січня
Суддя Печерського районного суду Кицю на 6 місяців позбавив активіста Автомайдану, художника Сергія Пояркова права на керування автомобілем.

#### Закони про диктатуру
Верховна Рада прийняла пакет репресивних законів, які криміналізують опозицію та громадянське суспільство, а наступного дня президент Янукович їх підписав. попри гостру критику . Закони приймалися без обговорення, а їхні тексти стали доступні тільки після того, як депутати за них проголосували. Ці законодавчі акти утискають низку прав громадян і посилюють для влади можливість карати учасників акцій протесту й інших незгодних із діями влади, вони виконані у дусі синхронізації із репресивними нормами путінської Росії, чи навіть жорсткіше.
Відповідно до Проекту Закону № 3879 від 14.01.2014 «ввезення на територію України, вивезення з території України, виробництво, торгівля та використання безпілотних повітряних суден підлягають реєстрації у Державному реєстрі цивільних повітряних суден України»]]
Документи спрямований проти учасників акцій протесту. Зокрема, за рух у колоні з п'яти автомобілів без дозволу влади передбачено позбавлення водійських посвідчень на два роки.
За порушення порядку організації акцій протесту передбачили десять днів адміністративного арешту, а за носіння захисного шолома під час акцій протесту передбачено 15 діб адміністративного арешту.
Норми закону передбачають введення кримінальної відповідальності за наклеп, доповнення КК України статтею про екстремістську діяльність, у тому числі поширенню подібних матеріалів через інтернет і ЗМІ. Окрім іншого, екстремістськими, згідно із законом, вважаються матеріали із закликами до насильницької зміни конституційного ладу і перешкоди діяльності органів влади і посадовців. Закон передбачає процедуру обмеження доступу до інтернет-ресурсів, що порушують законодавство, на основі експертного висновку.
Інтернет-провайдерів зобов'язали відмикати абонентів за розпорядженням державних органів влади. Також посилено відповідальність за поширення будь-якої інформації про суддів, за що передбачили до двох років ув'язнення.
Також законом обмежується діяльність іноземних неприбуткових організацій в Україні, вводиться поняття «іноземний агент».
Впроваджується заочне кримінальне провадження.
Поправки до закону про регламент передбачають спрощення процедури позбавлення народного депутата недоторканності. Згідно з цим законом, подання прокуратури про надання згоди на притягнення до кримінальної відповідальності чи арешт народного депутата включається до порядку денного сесії Верховної Ради позачергово без голосування та без висновку профільного комітету, як це було раніше.
Окремі закони визначають відповідальності за вчинення адміністративних правопорушень під час проведення футбольних матчів та відповідальність за адміністративні правопорушення у сфері забезпечення безпеки дорожнього руху, зафіксовані в автоматичному режимі.
Підняттям рук народні депутати від фракції Партії регіонів, Комуністичної партії та низки позафракційних депутатів проголосували за два ідеологічні закони: щодо відповідальності за паплюження пам'ятників радянським воїнам, в також щодо заперечення чи виправдання злочинів фашизму.

### 21 січня
У Харкові у дворі дому дотла згорів автомобіль опозиційного депутата міськради В'ячеслава Гузя

### 26 січня
У Дніпропетровську мирні демонстранти після традиційного збору у парку ім. Л.Глоби вирушили до Дніпропетровської обласної адміністрації. Підхід до будівлі був обмежений парканом та барикадами зі снігу, а на території адміністрації разом із міліцією знаходилася група тітушок, які провокували радикально налаштованих мітингувальників. Серед демонстрантів була обрана переговорна група у складі Вадима Шебанова, Павла Хазана та Андрія Денисенко для переговорів із заступником голови ОДА Крупським. Демонстранти вимагали звільнити територію ОДА від невідомих озброєних палицями людей. Пан Крупський пообіцяв представникам демонстрантів виконати їхню вимогу. Але замість цього Вадима Шебанова та кілька десятків активістів було затримано. За повідомленням МВС, загалом було затримано 37 осіб, 21 із них арештували тієї ж ночі; 20 осіб було поранено, із них 4 — госпіталізовані. При цьому родичі активістів вказували, що дехто із арештованих не був на акції біля ОДА, а просто проходив поруч.

### 14 лютого
У Запоріжжі живцем у власному авто спалили активіста місцевого Євромайдану Сергія Сенеку У Запоріжжі вбили і спалили в машині активіста Автомайдану — ЗМІ, відповідальність за це взяла організація «привиди Севастополя» Відповідальність за спалення активіста у Запоріжжі взяли на себе «привиди Севастополя» 

### «Антитерористична» операція
18 лютого 2014 Службою безпеки та Міністерством внутрішніх справ України була розроблена так звана «антитерористична» операція, мета якої — повна зачистка Майдану Незалежності та прилеглих територій від протестувальників. Формальним приводом для початку проведення «АТО» слугувала начебто підготовка організацією «Правий сектор» низки терористичних актів. Операція включала в себе два плани (операції) — «Бумеранг» та «Хвиля», які повинні були керуватися відповідно Антитерористичним центром СБУ та вищим керівництвом МВС. В ході проведення операції «Хвиля» планувалося задіяти десять тисяч бійців Внутрішніх військ та стільки ж співробітників міліції, дві тисячі «беркутівців»; в першу чергу до виконання операції повинні були долучитися бійці спецпідрозділів «Омега», «Ягуар», бійці штурмових загонів Державної прикордонної служби та ін.
«Антитерористична» операція включала в себе наступні кроки:
- штурм наметового містечка з вулиць Інститутської та Городецького, витіснення протестувальників до Європейської та Бессарабської площ та їх перехоплення на заздалегідь створених фільтраційних кордонах;
- відволікання уваги протестуючих шляхом проведення «штурму» на вулиці Лютеранській;
- блокування співробітниками міліції підходів до наметового містечка;
- захоплення Будинку профспілок спецпідрозділом «Альфа»;
- розміщення снайперів з особового складу Внутрішніх військ та спецпідрозділу «Альфа» на прилеглих будинках по вулиці Хрещатик;
- залучення спеціальної техніки для ліквідації барикад;
- тимчасове припинення енерго- та водопостачання в центрі Києва, блокування каналів зв'язку, виходів зі станцій метро «Хрещатик» та «Майдан Незалежності», підвалів житлових будинків, розташованих в центрі Києва, колекторної мережі;
- блокування мобільного зв'язку;
- створення місць тимчасового утримання та перевезення протестувальників;
- перекриття в'їздів до Києва;
- перекриття в'їздів до місця проведення операції;
- перевірка місця проведення операції на наявність вибухівок;
- організація пунктів розміщення сил та засобів «антитерористичної» операції;
- перекриття внутрішніми військами під'їздів житлових будинків, а також входів до установ, розташованих в районі проведення операції;
- залучення нарядів ДСНС;
- блокування Службою безпеки та МВС трансляції опозиційних телеканалів під час проведення операції;
- документація проведення «АТО» та затримання протестувальників;
- проведення слідчих дій щодо затриманих протестувальників.[172]

Російський спеціаліст, запрошений Адміністрацією Президента на нараду, однак, закликав не проводити зачистку Майдану в запропонованому вигляді, оскільки, на його думку, це може призвести до великих втрат як з боку протестувальників, так і з боку правоохоронних органів. При цьому фахівець звинуватив розробників спецоперацій «Бумеранг» та «Хвиля» в некомпетентності.
За словами колишнього очільника Генерального штабу Збройних сил України Володимира Замани, проти учасників Майдану в рамках «АТО» планувалося задіяти також армію. Для цього ще в січні 2014 під контроль Внутрішніх військ повинні були перейти армійські частини. Однак залучення військових до придушення Майдану так і не відбулося — зробити це не дозволяли законодавство та принципова позиція Замани щодо цього питання. 19 лютого 2014 до Генштабу надійшло розпорядження відправити в Київ десантників з Дніпропетровська та Миколаєва, однак внаслідок широкого розголосу в ЗМІ та гучного скандалу воно так і не було виконане.

## Розслідування репресій проти протестувальників

### Розгін Євромайдану 30 листопада 2013р
14 грудня
Під тиском Євромайдану лише 14 грудня 2013 р. Генпрокурор України Віктор Пшонка зробив офіційну заяву на прес-конференції, що заступника секретаря РНБО Володимира Сівковича, начальника київської міліції Валерія Коряка і голову Київської міської держадміністрації Олександра Попова покарають за розгін Євромайдану 30 листопада 2013 р. Він зазначив:
|  | Володимиру Сівковичу, Олександру Попову вже вручена підозра в перевищенні влади й службових повноважень … Сьогодні і Валерій Коряк, і його заступник Петро Федчук також сповіщені про підозру в перевищенні влади й службових повноважень. Усім цим чотирьом особам буде обрано запобіжний захід. |

За версією ГПУ, Коряк, Сівкович і Попов давали команду бити студентів.
На допиті в ГПУ 13 грудня Олександр Попов повідомив, що розгін мітингу на Майдані стався після того, як секретар РНБО Андрій Клюєв зажадав там встановити ялинку вже 29 листопада 2013 р. За словами Попова, саме Андрій Клюєв повідомив йому, що подальші вказівки Попов отримає від заступника секретаря РНБО Володимира Сівковича. Наприкінці робочого дня Володимир Сівкович прибув до кабінету Олександра Попова для того щоб мати змогу оперативно реагувати на ситуацію і пробув там майже до 4 годин ранку. Окрім нього у кабінеті голови КМДА перебувало ще 6 депутатів з фракції Партії регіонів, серед яких були Ельбрус Тедеєв, Нестор Шуфрич та Олександр Єгоров. Пізно ввечері 29 листопада до Попова знову передзвонив Клюєв щоб переконатися, що всі накази для встановлення ялинки Попов віддав. Біля 4-ї години ранку Сівкович віддав команду готувати техніку до завезення й після цього Попов та Сівкович кожен окремо поїхали до начальника київської міліції Коряка. Коряк дав свідчення в ГПУ, що йому був зателефонував міністр внутрішніх справ Віталій Захарченко і наказав виконувати всі команди Володимира Сівковича. Слід зазначити, що Сівкович жодного разу під час допиту в ГПУ прізвища Клюєва не назвав. Фотокопії протоколів допиту були викладені на форумах деяких видань і в файлообмінних мережах.

### Події біля Адміністрації Президента 1 грудня
На нараді в МВС, на яку Захарченко викликав керівників підрозділів МВС, Василь Паскал, начальник Департаменту карного розшуку повідомив про оголошення у міждержавний розшук Дмитра Корчинського і заявив: «ми маємо інформацію, що окремі члени організації Корчинського — це 15 чоловік, проживали у нього в офісі, він використовував цих осіб під час проведення найбільш радикально налаштованих акцій»=

## Виноски
1. ↑  За час Майдану по Україні міліціонери затримали 330 людей [Архівовано 21 травня 2015 у Wayback Machine.] // espreso.tv
2. 1 2  На Евромайдане в Николаеве милиция пошла штурмом на людей — пострадало три человека [Архівовано 3 грудня 2013 у Wayback Machine.]. Преступности. НЕТ. 22.11.2013
3. 1 2  Милиция в Николаеве осуществила второй штурм митинга, окончательно разломав установленные палатки [Архівовано 27 листопада 2021 у Wayback Machine.]. Преступности. НЕТ. 23.11.2013
4. 1 2  Наказ про залучення «Беркуту» вночі на Євромайдані дав особисто начальник столичної міліції. Архів оригіналу за 6 грудня 2013. Процитовано 12 грудня 2013.
5. 1 2  «Беркут» розігнав Євромайдан — Insider. Архів оригіналу за 1 грудня 2008. Процитовано 12 грудня 2013.
6. 1 2  Майдан Моніторинг: Побиття Беркутом Майдану — демонстративне [Архівовано 15 грудня 2013 у Wayback Machine.]. Майдан. 30.11.2013
7. 1 2  Євромайдан розганяв «Беркут» із Криму? [Архівовано 3 грудня 2013 у Wayback Machine.]. Коментарі. 30.11.2013
8. 1 2  Активістів Євромайдана розганяв донецький, луганський і кримський Беркут — джерело [Архівовано 14 грудня 2013 у Wayback Machine.]. Корреспондент. 30.11.2013
9. 1 2  Розгін Евромайдану: 7 осіб госпіталізовані, 35 — із травмами [Архівовано 5 грудня 2013 у Wayback Machine.]. Українська правді. 30.11.2013
10. 1 2  До Михайлівського собору, де ховаються євромайданери, підтягнувся «Беркут» [Архівовано 6 грудня 2013 у Wayback Machine.]. Українська правді. 30.11.2013
11. 1 2  На Михайлівській площі — тисячі невдоволених киян. 10 послів ЄС також на мітингу [Архівовано 1 грудня 2008 у Wayback Machine.]. Українська правда. 30.11.2013
12. 1 2  Бойцы «Беркута» фотографировались, ставя ноги на головы избитых людей — СМИ. Архів оригіналу за 12 грудня 2013. Процитовано 12 грудня 2013.
13. 1 2  У КМДА вимкнули світло. Охорона виводить людей [Архівовано 13 грудня 2013 у Wayback Machine.] Українська Правда, 10 грудня 2013 р.
14. 1 2  Міліція вночі зачистила барикаду на Грушевського. Люди пішли на Майдан. [Архівовано 28 жовтня 2014 у Wayback Machine.] Українська Правда, 10 грудня 2013 р.
15. 1 2  Правоохоронці почали зачистку барикад на Богомольця [Архівовано 14 грудня 2013 у Wayback Machine.] Українська Правда, 10 грудня 2013 р.
16. 1 2  Twitter. Архів оригіналу за 19 грудня 2013. Процитовано 12 грудня 2013.
17. 1 2  Силовики відтискають людей на Лютеранській  [Архівовано 13 грудня 2013 у Wayback Machine.] Радіо Свобода, 10 грудня 2013 р.
18. 1 2  Блокпост опозиції на Лютеранській розібрали [Архівовано 13 грудня 2013 у Wayback Machine.] Радіо Свобода, 10 грудня 2013 р.
19. 1 2  Громадське телебачення. Архів оригіналу за 13 грудня 2013. Процитовано 12 грудня 2013.
20. 1 2  СИЛОВИКИ ПРОРВАЛИСЯ НА МАЙДАН [Архівовано 15 грудня 2013 у Wayback Machine.] Українська Правда, 11 грудня 2013 р.
21. ↑  ШТУРМ БАРИКАД. 11 грудня. ГАНЬБА [Архівовано 14 грудня 2013 у Wayback Machine.] Українська Правда, 11 грудня 2013 р.
22. ↑  Аронець live. Архів оригіналу за 12 грудня 2013. Процитовано 12 грудня 2013.
23. 1 2  Громадське телебачення. Архів оригіналу за 11 грудня 2013. Процитовано 12 грудня 2013.
24. 1 2  Церква засудила дії правоохоронців в ніч на середу на Майдані [Архівовано 14 грудня 2013 у Wayback Machine.] Радіо Свобода, 11 грудня 2013 р.
25. 1 2  У Рівному на організаторів євромайдану завели справу [Архівовано 3 грудня 2013 у Wayback Machine.] Українська правда. 24.11.2013
26. 1 2  В Одесі побили активіста Євромайдану. Архів оригіналу за 2 грудня 2013. Процитовано 12 грудня 2013.
27. 1 2  Лідера одеського Євромайдану арештували на 5 діб. Архів оригіналу за 14 грудня 2013. Процитовано 12 грудня 2013.
28. 1 2  Двох "свободівців" заарештували за бійку біля Кабміну - джерело. Gazeta.ua. 26-11-2013. Архів оригіналу за 03-12-2013. Процитовано 12-12-2013.
29. 1 2  Офіційний сайт «ВО Свобода»: Суд без жодних доказів кинув за ґрати двох свободівців-активістів Евромайдану. Архів оригіналу за 2 грудня 2013. Процитовано 12 грудня 2013.
30. 1 2  Міліція знову б'є студентів, — нардеп від УДАРу [Архівовано 17 грудня 2013 у Wayback Machine.]. Ipress. 02.12.2013
31. 1 2  Суд арештував хлопців, яким шиють напад на Банкову [Архівовано 12 грудня 2013 у Wayback Machine.] Українська Правда, 3 грудня 2013 р.
32. 1 2  Підозрюваних у сутичках на Банковій арештували на два місяці // Тиждень.ua. — 3 грудня 2013. Архів оригіналу за 7 грудня 2013. Процитовано 12 грудня 2013.
33. 1 2  «Переступили через закон — переступайте через українських громадян». Під ГПУ почався лежачий протест // Тиждень.ua. — 6 грудня 2013. Архів оригіналу за 11 грудня 2013. Процитовано 12 грудня 2013.
34. 1 2  Суд арештував хлопців, яким шиють напад на Банкову. "Українська правда". 3 грудня 2013. Архів оригіналу за 12 грудня 2013. Процитовано 4 грудня 2013.
35. 1 2  Адвокат: міліція застосовувала тортури до заарештованого 1 грудня. "Українська правда". 4 грудня 2013. Архів оригіналу за 12 грудня 2013. Процитовано 4 грудня 2013.
36. 1 2  Захарченко взял "ключника" грейдера и обещает новые задержания. "Українська правда". 5 грудня 2013. Архів оригіналу за 12 грудня 2013.
37. 1 2  Корчинського досі немає у справі про провокації на Банковій. "Українська правда". 5 грудня 2013. Архів оригіналу за 12 грудня 2013.
38. 1 2  Корчинському через 4 дні таки пред'явили підозру і оголосили у розшук. "Українська правда". 5 грудня 2013. Архів оригіналу за 12 грудня 2013.
39. 1 2  Захарченко: Милицию били Братство, Свобода и футбольные ультрас. ЛІГА.net. 5 грудня 2013. Архів оригіналу за 18 лютого 2014. Процитовано 13 лютого 2023. (рос.)
40. 1 2  В міліції підозрюють, що це Дзиндзя викрав трактор. Архів оригіналу за 6 січня 2022. Процитовано 12 грудня 2013.
41. 1 2  Архівована копія. Архів оригіналу за 11 грудня 2013. Процитовано 12 грудня 2013.{{cite web}}:  Обслуговування CS1: Сторінки з текстом «archived copy» як значення параметру title (посилання)
42. 1 2  УБОЗ заарештував журналіста «Дорожнього контролю» Андрія Дзиндзю (ВІДЕО). Архів оригіналу за 12 грудня 2013. Процитовано 12 грудня 2013.
43. 1 2 3 4  Друг Дзіндзі під час агресивного затримання УБОЗом: «Все, тапки нам!». Архів оригіналу за 11 грудня 2013. Процитовано 12 грудня 2013.
44. 1 2  Редакция «Дорожного контроля» опасается, что Дзындзя могут убить в изоляторе[недоступне посилання з липня 2019]
45. 1 2  Пропавший журналист «Дорожного контроля» находится в УБОПе. Архів оригіналу за 8 грудня 2013. Процитовано 12 грудня 2013.
46. 1 2  Затримали активістів, які планували автопробіг до Межигір'я. Архів оригіналу за 8 грудня 2013. Процитовано 12 грудня 2013.
47. 1 2  Участники Майдана двинулись колонной к Шевченковскому суду. Архів оригіналу за 11 грудня 2013. Процитовано 12 грудня 2013.
48. 1 2  Дзиндзя арестован на два месяца. Архів оригіналу за 13 грудня 2013. Процитовано 12 грудня 2013.
49. 1 2  Суд не удовлетворил жалобу защиты Тимошенко. УНІАН. 16 лютого 2012. Архів оригіналу за 10 грудня 2013. Процитовано 13 лютого 2023. (рос.)
50. 1 2  Із офісу «Батьківщини» вивезли сервери. Архів оригіналу за 12 грудня 2013. Процитовано 12 грудня 2013.
51. 1 2  «Свобода» заявляє про арешт захисника активіста «Дорожнього контролю». Архів оригіналу за 11 грудня 2013. Процитовано 12 грудня 2013.
52. 1 2  У Львові затримали фотокореспондента, який був присутнім біля АП під час подій 1 грудня. Архів оригіналу за 13 грудня 2013. Процитовано 12 грудня 2013.
53. ↑  Подробиці кримінальної справи проти активістки Євромайдану. 12 грудня 2013. Архів оригіналу за 17 грудня 2013. Процитовано 29 березня 2014.
54. ↑  Вісім із дев'яти «в'язнів Банкової» на свободі, поки триває слідство. Архів оригіналу за 22 лютого 2014. Процитовано 29 березня 2014.
55. ↑  Под арестом остается один участник акции протеста на Банковой. Архів оригіналу за 17 лютого 2014. Процитовано 29 березня 2014.
56. ↑  Депутата Луцької міської ради взяли під домашній арешт на два місяці. 13 грудня 2013. Архів оригіналу за 17 грудня 2013. Процитовано 29 березня 2014.
57. ↑  Проти Володимира Бондаря завели кримінал. «Волинь info.com» — 14 грудня 2013.[недоступне посилання з липня 2019]
58. ↑  У Черкасах взяли під домашній арешт євромайданівця. VIKKA 13 грудня 2013. Архів оригіналу за 20 грудня 2013. Процитовано 29 березня 2014.
59. ↑  В Черкасах правоохоронці знайшли цапа відбувайла за сутички з міліцією під час підняття прапора. kropyva.ck.ua 14 грудня 2013. Архів оригіналу за 19 грудня 2013. Процитовано 29 березня 2014.
60. ↑  Політичні репресії по-луцьки: на активістку Євромайдану одягнуть електронний браслет. Волинь Post — 17 грудня 2013. Архів оригіналу за 17 грудня 2013. Процитовано 29 березня 2014.
61. ↑  Три роки «шиють» підприємцю за одне озвучення мітингу Євромайдану в Чернігові. «Високий вал» 17 грудня 2013. Архів оригіналу за 17 грудня 2013. Процитовано 29 березня 2014.
62. ↑  Підприємця арештують? Влада в Чернігові піде на конфронтацію? «Високий вал» 17 грудня 2013. Архів оригіналу за 22 лютого 2014. Процитовано 29 березня 2014.
63. ↑  Суд відмовився арештовувати активіста Євромайдану в Чернігові. «Високий вал» 17 грудня 2013. Архів оригіналу за 17 грудня 2013. Процитовано 29 березня 2014.
64. ↑  Гузю вручили підозру та викликали до міліції. «Волинь Post» — 20 грудня 2013. Архів оригіналу за 26 грудня 2013. Процитовано 29 березня 2014.
65. ↑  Бондарю заборонили мітингувати на Театральній площі Луцька. «Волинь Post» — 20 грудня 2013. Архів оригіналу за 24 лютого 2014. Процитовано 29 березня 2014.
66. ↑  Депутата викликали на суд через годину після його виступу на сесії. «ПроЧерк» 20 грудня 2013. Архів оригіналу за 22 грудня 2013. Процитовано 29 березня 2014.
67. ↑  Булатецькому заборонили виїжджати з Черкас (ВІДЕОКОМЕНТАР)."ПроЧерк" 20 грудня 2013. Архів оригіналу за 24 квітня 2014. Процитовано 29 березня 2014.
68. ↑  Через портрет Януковича депутат облради сидітиме вдома з електронним браслетом. [Архівовано 24 березня 2014 у Wayback Machine.] «Українська правда» 25 грудня 2013]
69. ↑  У Тернополі проти депутата порушили справу за прапор ЄС над ОДА. [Архівовано 7 квітня 2014 у Wayback Machine.] «Українська правда» 26 грудня 2013]
70. 1 2  У Харкові та Донецьку активістам Євромайдану міліція «шиє» порнографію. [Архівовано 18 березня 2014 у Wayback Machine.] «Українська правда» 4 січня 2014]
71. ↑  ДАІ під надуманим приводом приходить додому до людей, які їздили у Межигір'я. [Архівовано 17 березня 2014 у Wayback Machine.] «Українська правда» 2 січня 2014]
72. 1 2  Суд запретил Евромайдан в Николаеве [Архівовано 3 грудня 2013 у Wayback Machine.] Преступности. НЕТ. 24.11.2013
73. 1 2  Николаевский Евромайдан. День четвертый: хроника событий [Архівовано 3 грудня 2013 у Wayback Machine.] Преступности. НЕТ. 25.11.2013
74. 1 2  На Николаевщине на пути в Киев ГАИшники задержали «заминированный» микроавтобус Корнацкого [Архівовано 3 грудня 2013 у Wayback Machine.] Преступности. НЕТ. 24.11.2013
75. 1 2  Євромайдан. ДАІ затримували автобуси з львівськими активістами. Архів оригіналу за 2 грудня 2013. Процитовано 12 грудня 2013.
76. ↑  У Севастополі задіяли ДАІ для тиску на євромайданівця? [Архівовано 18 березня 2014 у Wayback Machine.] «Українська правда» 31 грудня 2013
77. 1 2  Активісту євромайдану спалили автівку: «Велкам то ЄС» // Газета «Експрес». Архів оригіналу за 11 грудня 2013. Процитовано 12 грудня 2013.
78. 1 2  А. Іллєнко: У Києві спалили мікроавтобус «свободівця» // UNN. Архів оригіналу за 3 грудня 2013. Процитовано 12 грудня 2013.
79. ↑  У активістів Євромайдана в Харкові невідомі вкрали генератор. Gazeta.ua 6 грудня 2013. Архів оригіналу за 24 грудня 2013. Процитовано 29 березня 2014.
80. ↑  У Луганську невідомі підпалили автівку активіста Євромайдану. [Архівовано 8 лютого 2014 у Wayback Machine.] ТСН 7 грудня 2013
81. ↑  У херсонской «Батькивщины» угнали «чайную» машину. [Архівовано 24 вересня 2015 у Wayback Machine.] «Площадь свободы» 7 грудня 2013
82. ↑  Херсонская «Батькивщина» лишилась автомобиля. [Архівовано 30 грудня 2013 у Wayback Machine.] «Херсон online» 7 грудня 2013
83. ↑  У Харкові спалили авто з апаратурою Євромайдану. Тиждень.ua 13 грудня 2013. Архів оригіналу за 24 грудня 2013. Процитовано 29 березня 2014.
84. ↑  Депутату від Свободи і УДАРівцю пошкодили машини. «Українська правда» 14 грудня 2013. Архів оригіналу за 18 березня 2014. Процитовано 29 березня 2014.
85. 1 2 3 4 5 6 7  Архівована копія. Архів оригіналу за 10 січня 2014. Процитовано 29 березня 2014.{{cite web}}:  Обслуговування CS1: Сторінки з текстом «archived copy» як значення параметру title (посилання)
86. ↑  Архівована копія. Архів оригіналу за 27 лютого 2014. Процитовано 29 березня 2014.{{cite web}}:  Обслуговування CS1: Сторінки з текстом «archived copy» як значення параметру title (посилання)
87. ↑  В Ужгороді активісту Євромайдану спалили авто. ZAXID.net 17 грудня 2013. Архів оригіналу за 27 листопада 2021. Процитовано 29 березня 2014.
88. ↑  Вночі у Харкові невідомі розгромили штаб Євромайдану. Дзеркало тижня 20 грудня 2013. Архів оригіналу за 22 грудня 2013. Процитовано 29 березня 2014.
89. ↑  У Харкові невідомі розгромили штаб Євромайдану (фото). Факти ICTV 20 грудня 2013. Архів оригіналу за 31 травня 2014. Процитовано 29 березня 2014.
90. ↑  У Сімферополі обстріляли авто активіста Євромайдану. ZAXID.net 21 грудня 2013. Архів оригіналу за 24 грудня 2013. Процитовано 29 березня 2014.
91. ↑  На Одещині євромайданівцю спалили автівку. «Українська правда» 22 грудня 2013. Архів оригіналу за 30 березня 2014. Процитовано 29 березня 2014.
92. ↑  У Харкові спалили другу машину Євромайдану. «Українська правда» 24 грудня 2013. Архів оригіналу за 28 листопада 2020. Процитовано 29 березня 2014.
93. 1 2  Організатора харківського Євромайдану порізали ножем. [Архівовано 31 березня 2014 у Wayback Machine.] ТСН 24 грудня 2013
94. ↑  Неизвестные подожгли дверь квартиры организатора николаевского Евромайдана. [Архівовано 27 грудня 2013 у Wayback Machine.] «Преступности. НЕТ» 26 грудня 2013
95. ↑  На вотчині Єфремова зірвали показ фільму про вкрадене Межигір'я. [Архівовано 21 березня 2014 у Wayback Machine.] «Українська правда» 26 грудня 2013
96. ↑  У Харкові спалили третє авто Євромайдану. [Архівовано 14 березня 2014 у Wayback Machine.] «Українська правда» 27 грудня 2013
97. ↑  Ще одному активісту Євромайдана спалили авто. [Архівовано 31 березня 2014 у Wayback Machine.] «Українська правда» 28 грудня 2013
98. ↑  В Новой Водолаге загорелась машина активиста Евромайдана (Фото). [Архівовано 2 січня 2014 у Wayback Machine.] «Vodolaga.com» 31 грудня 2013
99. ↑  В Харьковской области сгорел микроавтобус активистов Евромайдана. [Архівовано 14 лютого 2014 у Wayback Machine.] «Вечерине Вести» 31 грудня 2013
100. ↑  У «Батьківщині» заявили про спробу підпалу Будинку профспілок. [Архівовано 7 січня 2014 у Wayback Machine.] «Дзеркало тижня» 2 січня 2014
101. ↑  Архівована копія. Архів оригіналу за 5 лютого 2014. Процитовано 29 березня 2014.{{cite web}}:  Обслуговування CS1: Сторінки з текстом «archived copy» як значення параметру title (посилання)
102. ↑  Архівована копія. Архів оригіналу за 23 квітня 2014. Процитовано 29 березня 2014.{{cite web}}:  Обслуговування CS1: Сторінки з текстом «archived copy» як значення параметру title (посилання)
103. ↑  На организатора Евромайдана в Феодосии напали. [Архівовано 26 грудня 2013 у Wayback Machine.] INSIDER. 23 листопада 2013
104. 1 2  У Житомирі «тітушки» розбили голову журналісту [Архівовано 5 грудня 2013 у Wayback Machine.] Інститут масової інформації. — 2013. — 29.11.
105. ↑  У Дніпропетровську 40 «тітушок» розгромили євромайдан. [Архівовано 21 березня 2014 у Wayback Machine.] «Українська правда». 25 листопада 2013
106. 1 2  Громадське ТБ [Архівовано 19 грудня 2013 у Wayback Machine.]. — 2013. — 29.11 (відео 3:38:20)
107. 1 2  Біля Маріїнського палацу побили журналістів — міліція каже, що безсила [Архівовано 16 грудня 2013 у Wayback Machine.]. УП — 2013. — 29.11.
108. ↑  Вночі побили лідера франківського Євромайдану Максима Кицюка (ФОТО, ВІДЕО). [Архівовано 26 грудня 2013 у Wayback Machine.] «Репортер». 30 листопада 2013
109. ↑  У Тернополі цієї ночі вчинено напад на громадського активіста. [Архівовано 24 травня 2015 у Wayback Machine.] «Місто». 01 грудня 2013
110. ↑  У Житомирі невідомі залякують 14-літню доньку побитого активіста Євромайдану. [Архівовано 17 лютого 2014 у Wayback Machine.] Житомир.info 17 грудня 2013
111. ↑  У Житомирі продовжуються напади на активістів, а Янукович роздає нагороди міліціонерам. [Архівовано 28 березня 2014 у Wayback Machine.] Житомир.info 23 грудня 2013
112. ↑  ПОБИЛИ ТЕТЯНУ ЧОРНОВОЛ, ЯКА ПИСАЛА ПРО ЗАХАРЧЕНКА, МЕДВЕДЧУКА, КЛЮЄВА, ЛЬОВОЧКІНА ТА ЯНУКОВИЧА [Архівовано 26 березня 2014 у Wayback Machine.] «Українська правда» 25 грудня 2013
113. ↑  Луценка у Харкові облили зеленкою. Нападників охороняє міліція. [Архівовано 26 березня 2014 у Wayback Machine.]"Українська правда" 28 грудня 2013
114. ↑  Міліція відзвітувала, що оперативно затримала нападників на Луценка. [Архівовано 26 березня 2014 у Wayback Machine.]"Українська правда" 28 грудня 2013
115. ↑  У Донецьку марш за ЄС закидали яйцями. [Архівовано 4 квітня 2014 у Wayback Machine.]"Українська правда" 29 грудня 2013
116. ↑  У Херсоні побили депутата міськради, одного з активістів місцевого Євромайдану. [Архівовано 2 січня 2014 у Wayback Machine.] УНІАН 30 грудня 2013
117. ↑  В центрі Києва побили нардепа та адвоката зі Свободи. [Архівовано 26 березня 2014 у Wayback Machine.]"Українська правда" 3 січня 2013
118. ↑  У Запоріжжі вбили і спалили в машині активіста Автомайдану — ЗМІ. Архів оригіналу за 2 березня 2014. Процитовано 17 лютого 2014.
119. ↑  Відповідальність за спалення активіста у Запоріжжі взяли на себе «привиди Севастополя». Архів оригіналу за 29 листопада 2014. Процитовано 17 лютого 2014.
120. 1 2  Студенти-драгоманівці заблокували вхід до вузу, закликаючи підтримати Євромайдан [Архівовано 9 грудня 2013 у Wayback Machine.]. Українська правда, Інтерфакс. 03.12.2013
121. 1 2  Прокуратура «копає» в університетах, які відпустили студентів на страйк [Архівовано 15 грудня 2013 у Wayback Machine.] Українська Правда, 3 грудня 2013 р.
122. 1 2  Спроба провокаторів заблокувати КНУБА завершилася невдачею [Архівовано 7 грудня 2013 у Wayback Machine.]. МОН. 04.12.2013
123. 1 2  МІНОСВІТИ ДОЗВОЛИЛО СТУДЕНТАМ МІТИНГУВАТИ. 24 канал. 4 грудня 2013. Архів оригіналу за 7 грудня 2013. Процитовано 12 грудня 2013.
124. 1 2  Евромайдан, день 17-й: хроника. ЛІГА.net. 8 грудня 2013. Архів оригіналу за 3 жовтня 2017. Процитовано 13 лютого 2023. (рос.)
125. ↑  Біля Євромайдану міліціонери побили депутатів. Архів оригіналу за 27 січня 2014. Процитовано 13 січня 2014.
126. 1 2 3 4 5 6 7 8 9 10 11 12 13  Полювання на майданівців: хроніка насилля. Архів оригіналу за 25 січня 2014. Процитовано 13 січня 2014.
127. ↑  На Тернопіль кидають «Беркут» з Криму і Донецька. Армія готує танки! [Архівовано 4 грудня 2013 у Wayback Machine.] Новинний портал «За Збручем», 30 листопада 2013
128. ↑  До Львова їде київський Беркут, щоб розігнати Євромайдан, — ФБ [Архівовано 3 грудня 2013 у Wayback Machine.] ЗІК, 30 листопада 2013р
129. ↑  Архівована копія. Архів оригіналу за 7 грудня 2013. Процитовано 12 грудня 2013.{{cite web}}:  Обслуговування CS1: Сторінки з текстом «archived copy» як значення параметру title (посилання)
130. ↑  Как начались столкновения в Киеве - Старт Майдана - Тезис ТВ (ИА Тезисинформ). YouTube. Тезис ТВ. 30 листопада 2013. Архів оригіналу за 6 червня 2014. Процитовано 6 червня 2021.
131. ↑  Три Президенти висловили солідарність. Архів оригіналу за 12 грудня 2013. Процитовано 12 грудня 2013.
132. ↑  http://radio24.ua/news/showSingleNews.do?objectId=10319 [Архівовано 11 грудня 2013 у Wayback Machine.] Петро Порошенко передав до генпрокуратури докази провокації
133. ↑  На Євромайдані з'явилася каплиця. Архів оригіналу за 10 грудня 2013. Процитовано 12 грудня 2013.
134. ↑  Церква засудила дії правоохоронців в ніч на середу на Майдані Радіо Свобода, 11 грудня 2013 р.
135. ↑  ШТУРМ БАРИКАД. 11 грудня. ГАНЬБА Українська Правда, 11 грудня 2013 р.
136. ↑  Харківському активісту Євромайдану спалили машину. Архів оригіналу за 1 січня 2014. Процитовано 13 січня 2014.
137. ↑  Молодиків, які облили Луценка зеленкою, оштрафували на 119 гривень. Архів оригіналу за 1 січня 2014. Процитовано 13 січня 2014.
138. ↑  У Херсоні побили місцевого активіста Євромайдану — Батьківщина
139. ↑  У Донецьку почалися жорсткі репресії проти активістів Євромайдану. Архів оригіналу за 4 січня 2014. Процитовано 16 січня 2014.
140. ↑  Свободівця Іллєнка побили до крові в центрі Києва. Архів оригіналу за 14 січня 2014. Процитовано 13 січня 2014.
141. ↑  У Тернополі згоріло авто депутата зі «Свободи». Архів оригіналу за 6 січня 2014. Процитовано 13 січня 2014.
142. ↑  Глава УГКЦ: «Ми думали, що час, коли переслідували церкву, вже давно минув». Архів оригіналу за 14 січня 2014. Процитовано 13 січня 2014.
143. ↑  В Минкульте уточнили: атаку на УГКЦ инициировала не милиция, а СБУ. Архів оригіналу за 27 листопада 2021. Процитовано 15 січня 2014.
144. ↑  Юрій Луценко перебуває у реанімації. Архів оригіналу за 14 січня 2014. Процитовано 13 січня 2014.
145. ↑  Форум Євромайданів — працювати довелось в умовах конспірації. Архів оригіналу за 14 січня 2014. Процитовано 13 січня 2014.
146. ↑  Міліція шукає, хто «замінував» храм у Харкові, де проходив форум Євромайданів. Архів оригіналу за 16 січня 2014. Процитовано 13 січня 2014.
147. ↑  Міліція розслідує звільнення «тітушки», який напав на Євромайдан у Харкові. Архів оригіналу за 14 січня 2014. Процитовано 13 січня 2014.
148. ↑  На депутатську приймальню Швайки у Харкові напали. Архів оригіналу за 14 січня 2014. Процитовано 13 січня 2014.
149. ↑  Активіст Автомайдану заявляє, що його майно заарештували. Архів оригіналу за 8 вересня 2014. Процитовано 13 січня 2014.
150. ↑  Власть арестовала имущество «свободовца», поддерживающего Евромайдан: Не побрезговали даже пенсией матери. Архів оригіналу за 27 листопада 2021. Процитовано 15 січня 2014.
151. ↑  Суд на 6 місяців позбавив активіста Автомайдану Пояркова права на керування автомобілем. Архів оригіналу за 16 січня 2014. Процитовано 16 січня 2014.
152. ↑  Ночью активисту АвтоМайдана повредили автомобиль. Архів оригіналу за 18 січня 2014. Процитовано 15 січня 2014.
153. ↑  Месть за Евромайдан: активистам портят машины и разбивают камнями окна. Архів оригіналу за 27 листопада 2021. Процитовано 15 січня 2014.
154. ↑  Суддя забрала права за Межигір'я у людини, яка не була на місці порушення. Архів оригіналу за 16 січня 2014. Процитовано 16 січня 2014.
155. ↑  Решение о лишении прав активиста Автомайдана будет обжаловано, — Яценюк. Архів оригіналу за 27 листопада 2021. Процитовано 16 січня 2014.
156. ↑  В одного з лідерів Автомайдану Пояркова забрали права на півроку. Українська правда. 16 січня 2014. Архів оригіналу за 4 березня 2016. Процитовано 6 червня 2021.
157. ↑  Глава держави підписав низку законів. Прес-служба Президента України Віктора Януковича.
158. ↑  В МЗС попросили західних критиків скандальних законів не втручатися в справи України. Архів оригіналу за 20 січня 2014. Процитовано 18 січня 2014.
159. ↑  У ЄС закликали Януковича ветувати антидемократичні закони. Архів оригіналу за 20 січня 2014. Процитовано 18 січня 2014.
160. ↑  Шульц закликав Януковича «не віддаляти Україну від цивілізованого світу». Архів оригіналу за 20 січня 2014. Процитовано 18 січня 2014.
161. ↑  Прийняті ВР закони погіршать відносини ЄС з Україною — Фюле. Архів оригіналу за 20 січня 2014. Процитовано 18 січня 2014.
162. ↑  Transparency International вбачає в законі Колесніченка-Олійника інструмент репресій. Архів оригіналу за 20 січня 2014. Процитовано 18 січня 2014.
163. ↑  Freedom House закликає Януковича відхилити закони, що ведуть у «темні часи». Архів оригіналу за 20 січня 2014. Процитовано 18 січня 2014.
164. ↑  Офіційно: Янукович підписав всі закони, прийняті Радою 16 січня. Архів оригіналу за 20 січня 2014. Процитовано 18 січня 2014.
165. ↑  Последствия «черного четверга»: по жесткости законов Украина опередила Россию. ФОТО. Архів оригіналу за 20 січня 2014. Процитовано 18 січня 2014.
166. ↑  В Харькове сгорел автомобиль депутата от «Батькивщины»: Вблизи найдена баклажка с запахом бензина. Архів оригіналу за 27 листопада 2021. Процитовано 21 січня 2014.
167. ↑  Молодики в спортивному під прикриттям міліції б'ють людей. ТСН. 27 січня 2014. Архів оригіналу за 23 вересня 2020. Процитовано 6 червня 2021.
168. ↑  Архівована копія. Архів оригіналу за 13 квітня 2014. Процитовано 11 квітня 2014.{{cite web}}:  Обслуговування CS1: Сторінки з текстом «archived copy» як значення параметру title (посилання)
169. ↑  Архівована копія. Архів оригіналу за 13 квітня 2014. Процитовано 11 квітня 2014.{{cite web}}:  Обслуговування CS1: Сторінки з текстом «archived copy» як значення параметру title (посилання)
170. ↑  Архівована копія. Архів оригіналу за 13 квітня 2014. Процитовано 11 квітня 2014.{{cite web}}:  Обслуговування CS1: Сторінки з текстом «archived copy» як значення параметру title (посилання)
171. ↑  http://www.unian.net/politics/886468-dlya-zachistki-maydana-sbu-i-mvd-razrabotali-dve-spetsoperatsii-volna-i-bumerang-moskal.html [Архівовано 12 червня 2015 у Wayback Machine.] Для зачистки Майдана СБУ и МВД разработали две спецоперации «Волна» и «Бумеранг» — Москаль
172. 1 2 3  http://lb.ua/news/2014/02/24/256903_moskal_opublikoval_dokumenti.html [Архівовано 17 квітня 2015 у Wayback Machine.] Москаль опубликовал документы, свидетельствующие о подготовке зачистки Майдана (Документы)
173. ↑  http://fakty.ictv.ua/ru/index/read-news/id/1501674 [Архівовано 5 лютого 2014 у Wayback Machine.] Для зачистки Майдана готовят операцию «Волна» и 10 тысяч силовиков — Москаль
174. ↑  Для зачистки Майдана СБУ и МВД разработали две спецоперации «Волна» и «Бумеранг» - Москаль. УНІАН. 19 лютого 2014. Архів оригіналу за 24 вересня 2020. Процитовано 6 червня 2021. (рос.)
175. ↑  http://gordonua.com/publications/Eks-nachalnik-Genshtaba-Zamana-YAnukovich-ne-otdaval-prikaz-strelyat-po-Maydanu-Zachistit-ego-prikazali-Lebedev-YAkimenko-i-Pshonka-33981.html [Архівовано 26 листопада 2015 у Wayback Machine.] Экс-начальник Генштаба Замана: Янукович не отдавал приказ стрелять по Майдану. Зачистить его приказали Лебедев, Якименко и Пшонка — Gordonua.com (рос.)
176. 1 2  За розгін Євромайдану покарають Сівковича, Попова й Коряка [Архівовано 26 березня 2014 у Wayback Machine.] Українська правда, 14 грудня 2013 р.
177. 1 2 3  Попов «злив» Клюєва на допиті у ГПУ — ЗМІ [Архівовано 15 грудня 2013 у Wayback Machine.] Українська правда, 14 грудня 2013 р.
178. ↑  Протоколы допросов Попова, Сивковича и Коряка — все вопросы ведут к Клюеву (Документы). Архів оригіналу за 17 грудня 2013. Процитовано 29 березня 2014.
179. ↑  Захарченко викликав керівників підрозділів МВС. Архів оригіналу за 16 грудня 2013. Процитовано 29 березня 2014.